# 新南威爾士州
新南威爾斯州（英語：New South Wales，缩写为），或譯紐修威省，简称新州、紐省，是澳洲人口最多的一州；位於澳洲的東南部，昆士兰州以南、维多利亞州以北，南澳州以東，首府在悉尼，境內包圍整個澳洲首都領地。新南威爾斯今劃分為152個地方政府區域。
新南威爾斯創建于1788年，為英國在澳洲的第一個殖民地，當時面積包括了除西海岸（時稱新荷蘭）以外的整個澳洲大陸。19世紀，新南威爾斯被逐漸分為幾個獨立的殖民地，包括：塔斯馬尼亞州（1825）、新西蘭（1841）、維多利亞州（1851）、昆士兰州 （1859）和南澳州（1836）。1901年，這些殖民地，連同西澳州，組成了澳洲聯邦（Commonwealth of Australia），並從獨立的殖民地變爲聯邦制下的一州。
新南威爾斯州的州旗設計於1876年，州徽設計於1906年，並於同年獲英國國王愛德華七世御准。州徽下沿格言帶上為拉丁文。中文大意是：「新升起的太陽多麼明亮！」新南威爾斯州的州花叫特洛皮，它的名稱源於當地原住民語。新南威爾斯州的州鳥是笑鴗，是澳洲翠鸟中的一種。新南威爾斯的州獸是澳洲獨有的鸭嘴兽。州的代表色是天藍色。

## 歷史
澳洲大陸自古以來的原住民是澳洲原住民，在今天的新南威爾斯有4-6萬年的居住歷史。
最早在1606年發現澳洲大陸的歐洲人是荷蘭人威廉·扬松。17世紀，荷蘭逐步測繪了澳洲的西海岸和北海岸，並把這片大陸命名為“新荷蘭”，但未設立殖民地。
1770年，英國探險家詹姆斯·庫克最早測繪了澳洲東海岸，並將此地命名為“新威爾斯”，後改為“新南威爾斯”。從這時起，一直到1840年，新南威爾斯一直是英國流放犯人的目的地。
1788年，英國的“第一船隊”在今天的雪梨設立了歐洲國家在澳洲的第一個殖民地——新南威尔士殖民地。當時的新南威爾斯包括除西海岸（時稱新荷蘭）以外的整個澳洲大陸。19世紀，新南威爾斯被逐漸分爲幾個獨立的殖民地，包括：塔斯馬尼亞（1825）、新西蘭（1841）、維多利亞州（1851）、昆士蘭（1859）和南澳州（1836）。

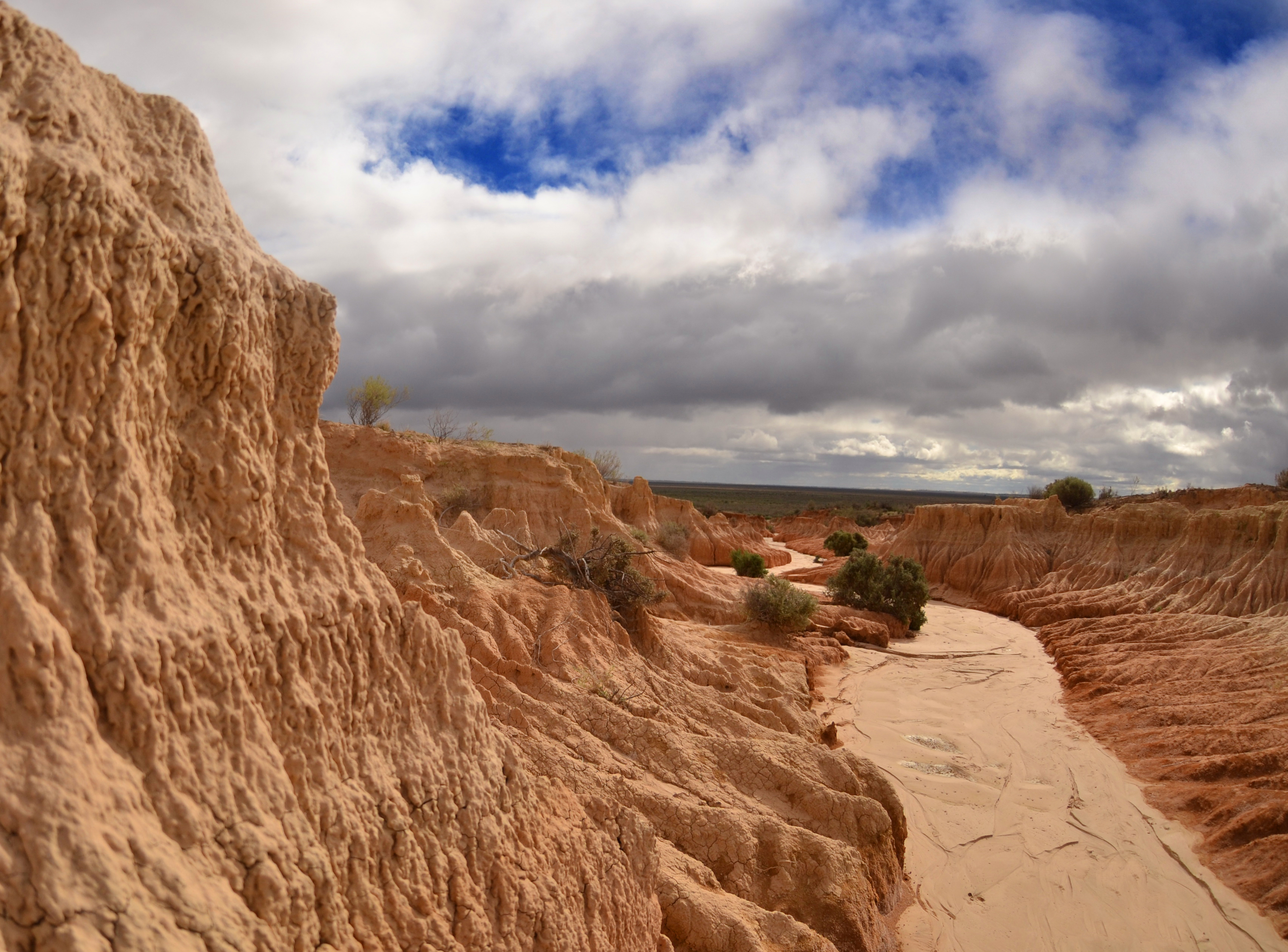
Mungo国家公园

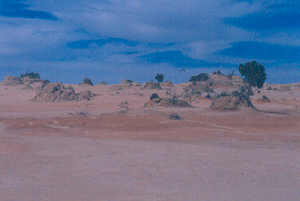
Mungo Lunette干胡

1901年，這些殖民地，連同西澳州，組成了澳洲聯邦，並從獨立的殖民地變爲聯邦制下的州。這時新南威爾斯雖然比初創時小了許多，但已是聯邦的人口第一大州，首府雪梨也是澳洲最大的兩個城市之一（另一個是墨爾本）。
澳洲聯邦成立之初，雪梨和墨爾本的代表在聯邦政府所在地的議題上互有堅持。最後由民間孚眾望人士對聯邦議會建議，使聯邦政府暫留墨尔本，爾後為弭平爭端，決議重新選址好建設聯邦首都。1901年憲法規定首都必須於新南威爾斯境內，但必須與雪梨的距離保持至少100英里。1908年，新南威爾斯南部的坎培拉正式劃為首都所在地，自新南威爾斯分出，成為聯邦直轄的首都領地。
二十世紀伊始，雪梨的人口已超越墨爾本，但與南面的維多利亞州相比時，新州似乎處於弱勢。當時的聯邦政府在維州的墨爾本。墨爾本臨近金礦產地亦為全國最富裕的大城市，自殖民時代即坐擁澳洲文化中心的地位。但第一次世界大戰的軍備和工業化的需求使工業在澳洲日益重要。新州因為擁有最大的人口，又有雪梨的天然良港，東海岸的煤礦和西部的金屬資源，逐漸發展成澳洲的工業中心。自第二次世界大戰以後，雪梨在產業與金融等方面的現代化發展已超越墨爾本，活力十足。1996年大選中勝出的聯邦總理霍華德更是常駐於雪梨的官邸，而只在國會開議時居住位於首都坎培拉的總理府。1996年至2008年間，聯邦內閣會議多於雪梨召开，使雪梨又形同全國政治中心之一。
雖然新州在1901年成為了澳洲聯邦的一個州，但當時的澳洲聯邦還是英帝國的自治領地之一。1931年英國的西敏法令確認了自治領地的獨立地位；澳洲聯邦在1942年接受了這個地位。但新州此時的君主卻仍是英國國王，直到1986年英國和澳洲同時制定的《澳洲法案》才確認了澳洲各州對澳洲聯邦，而不是對英國和英帝國的從屬地位。

新南威爾斯州領地沿革圖（1788年至1989年）
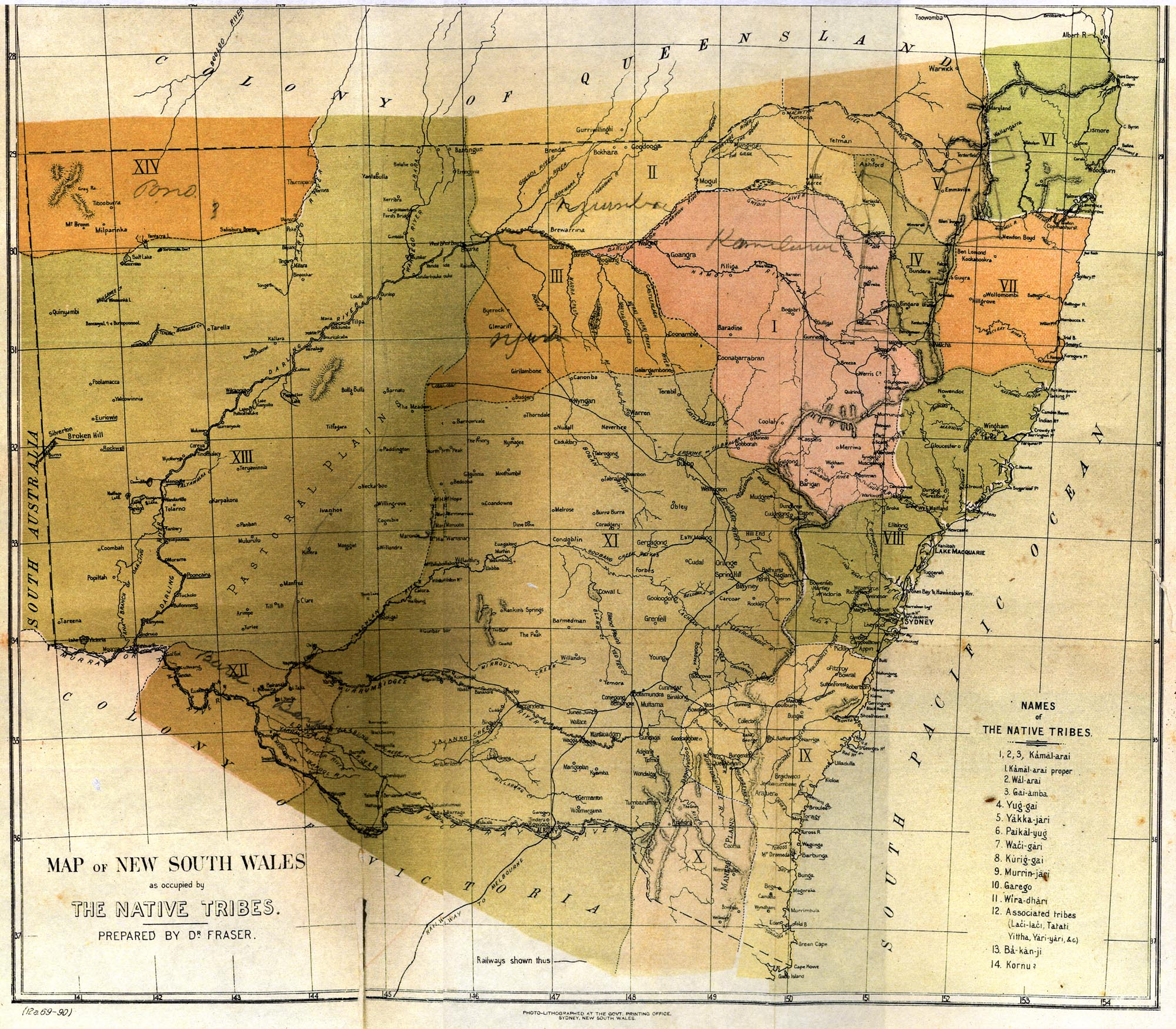
1892年繪制的新州原住民部落分布圖
澳洲前總理霍華德和美國前總統小布希在亞太經合會議期間離開聯邦內閣雪梨辦事處
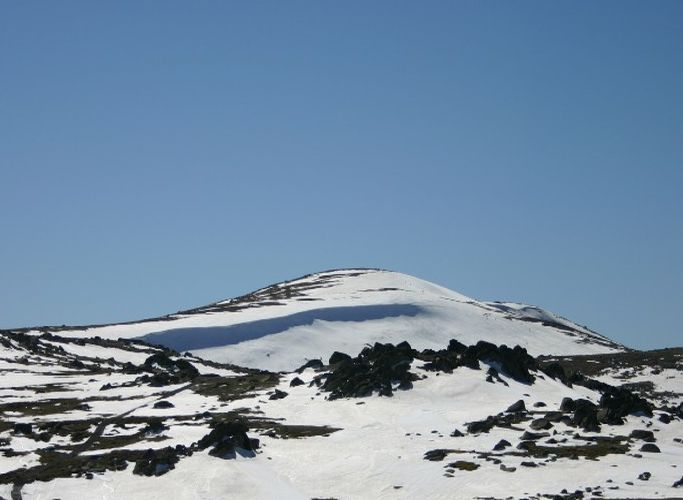
科修斯科山
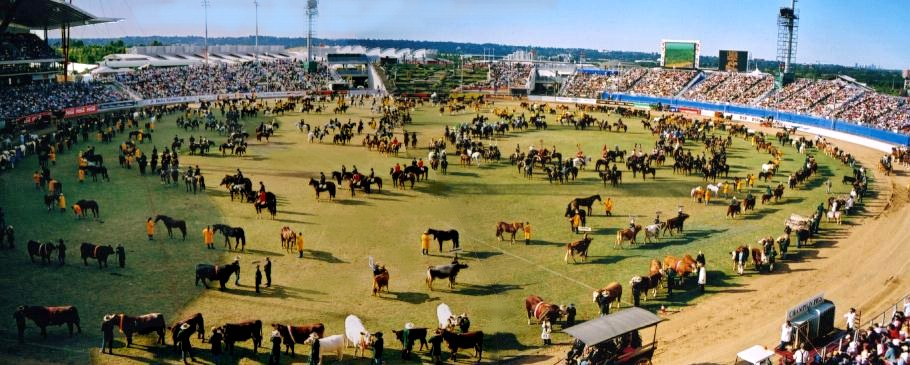
皇家复活节表演
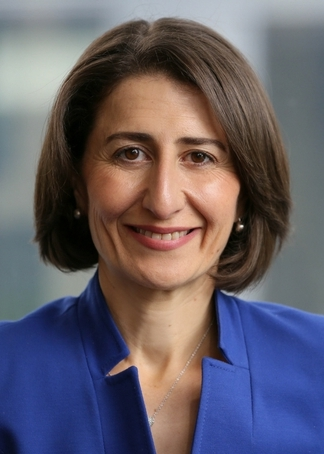
格拉迪丝·贝雷吉克利安 (Gladys Berejiklian), 自 2017 年以来担任新南威尔士州第 45 任州長
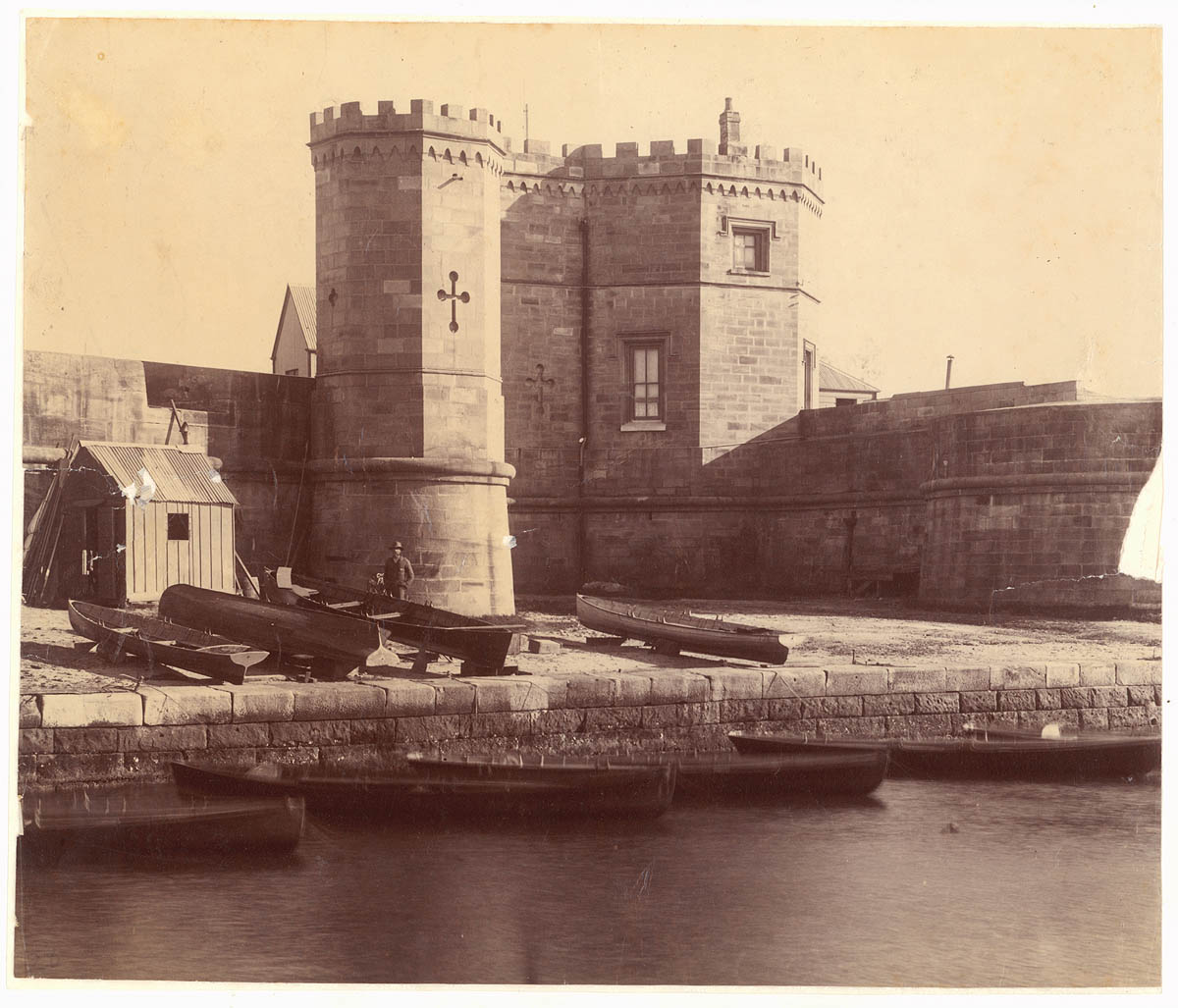
1870 年的麦格理城堡
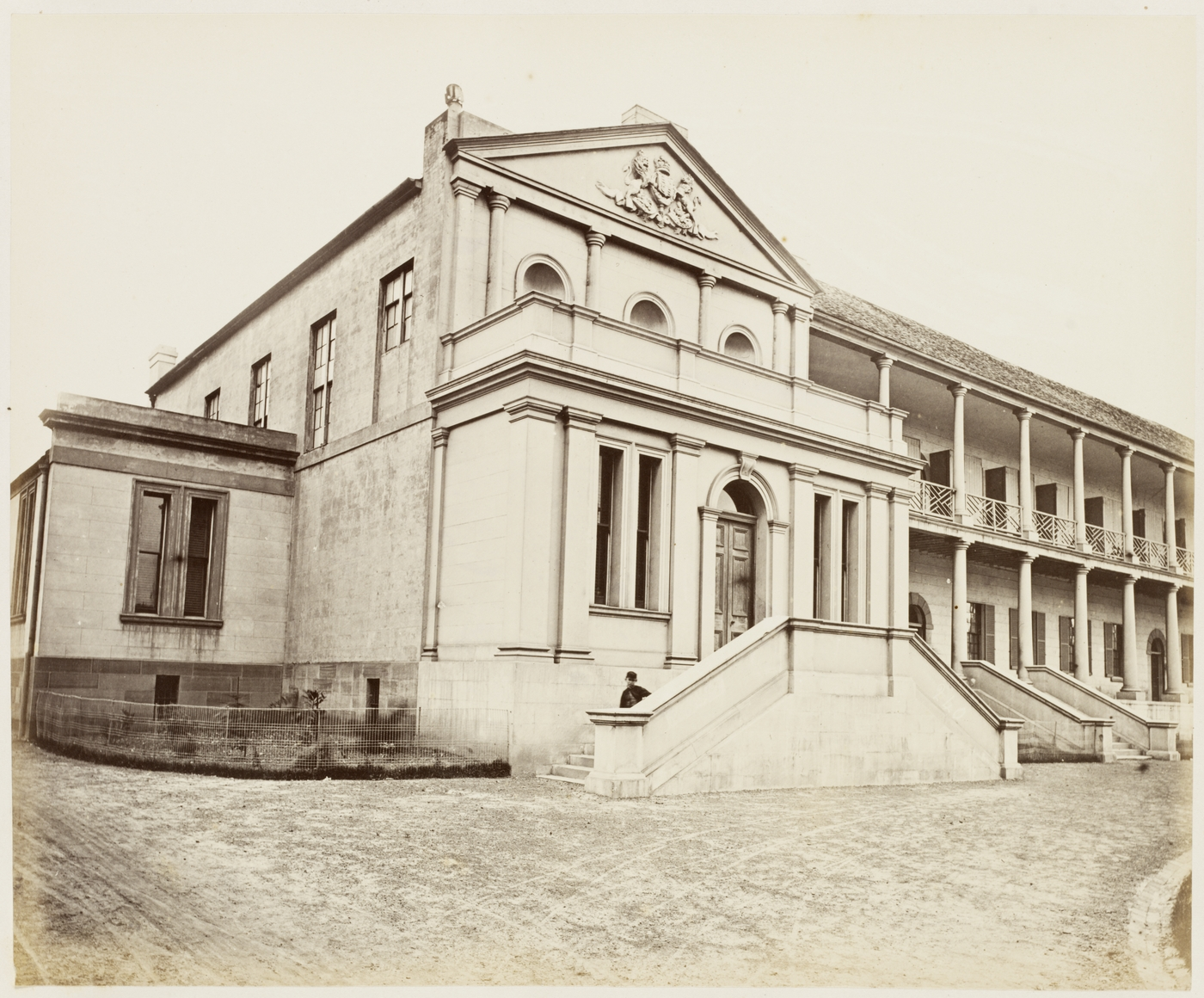
1872 年的立法会议厅外观
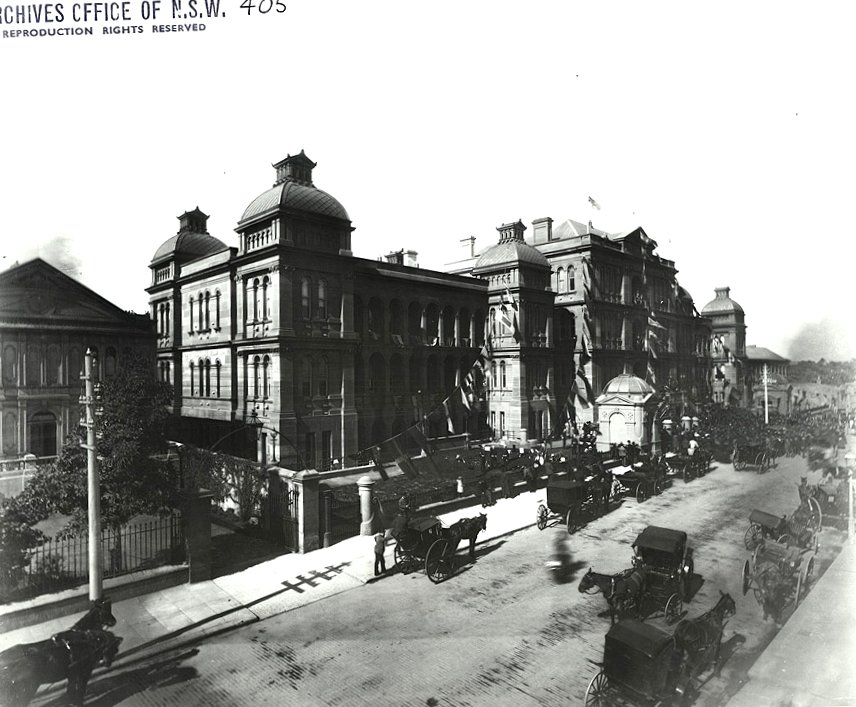
悉尼医院,1894
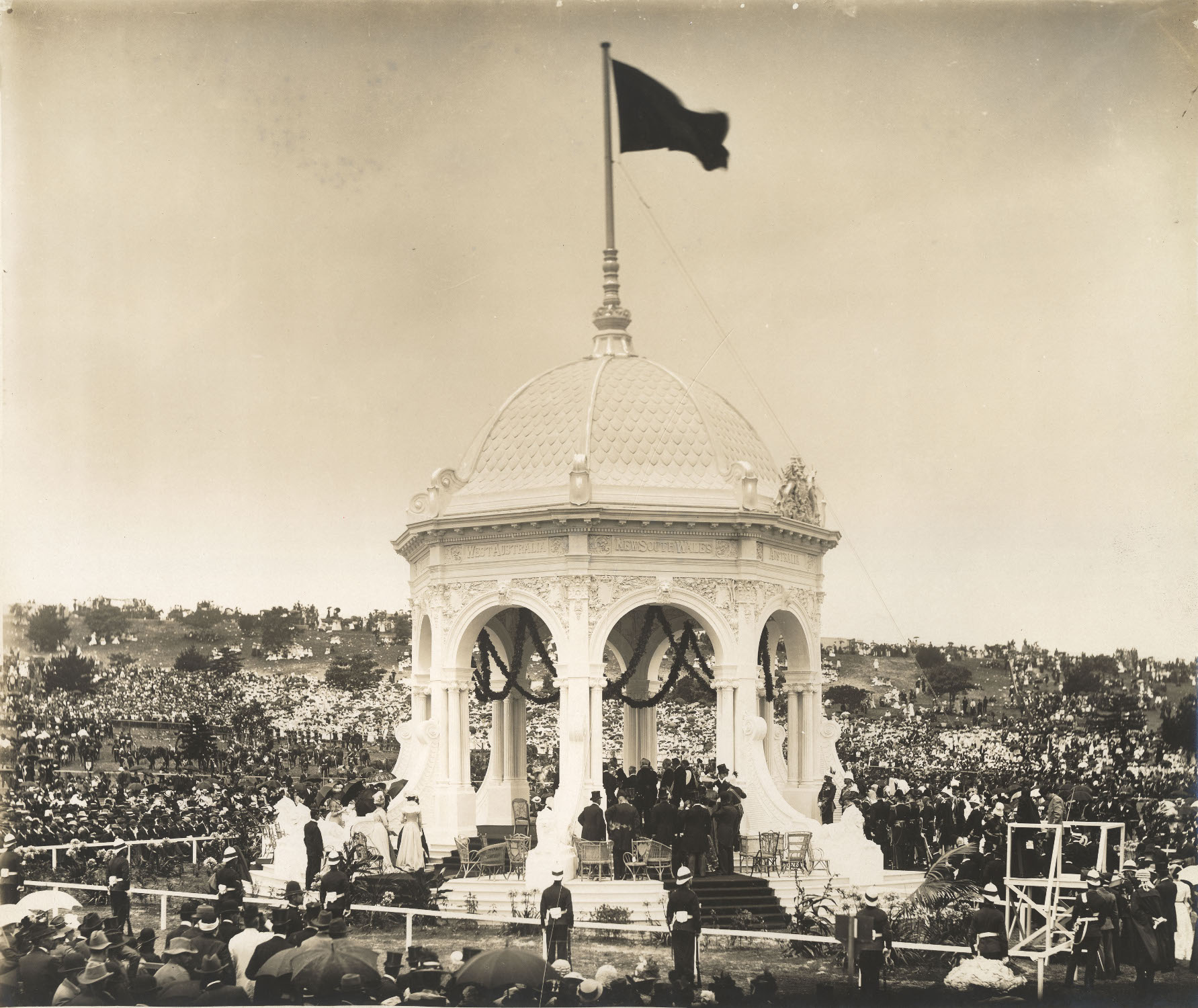
百年纪念公园联邦馆, 1901

## 政府

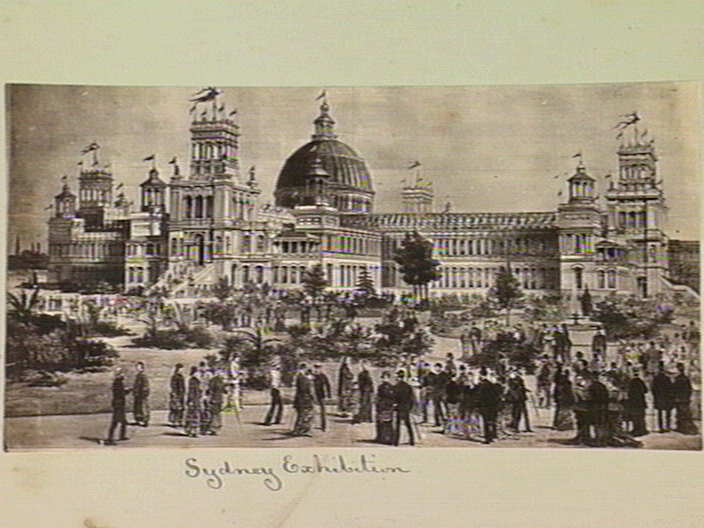
1879年國際博覽會在雪梨“花園宮”舉行。

新南威爾斯州的政府制度是聯邦制下的君主立憲制。作为聯邦制下的一個州，新南威爾斯州擁有自己的主權，但主權的行使受聯邦憲法的約束。除聯邦憲法規定為聯邦政府的權力的項目以外，新州政府在領土以內擁有不受約束的權力。新南威爾斯的元首是澳洲君主，與英國君主為同一人，今為英王查爾斯三世。英王不在新州的時候，由州督行使權力，前任州督为現任聯邦總督大衛·赫利上將，現由瑪格麗特·比茲利擔任。
新州的憲法制度行使三權分立。立法機構是新南威爾斯議會，分上下兩議院，一般每四年選舉一次。享較大權力的下院（立法會）由分區選舉產生，上院（立法局）由全州不分區選舉產生。行政權理論上由州督根據行政會議的建議行使，但一般情況下州督不干預行政，而只行使象徵性的職責。行政由州長聯同州內閣廳長負責。按照慣例，由下議院的多數黨領袖擔任州長，其他各廳長則由在下議院掌握多數席位的黨派在上下議院的議員兼任。
和澳洲多數州和聯邦一樣，新南威爾斯最大的兩個黨派是左翼的澳洲工黨，和右翼的澳洲自由黨和澳洲國家黨聯盟。現由前者執政。
新州的最高司法機構是新州最高法院，有一位首席大法官和46位其他法官组成。其中包括一位衡平法首席法官，一位普通法首席法官，一位上訴庭主席，和九位上訴庭法官。首席法官可代理總督職務。最高法院以下有兩級法院：區法院和地方法院。州最高法院的判决可以通過特别准許上訴至聯邦高等法院。

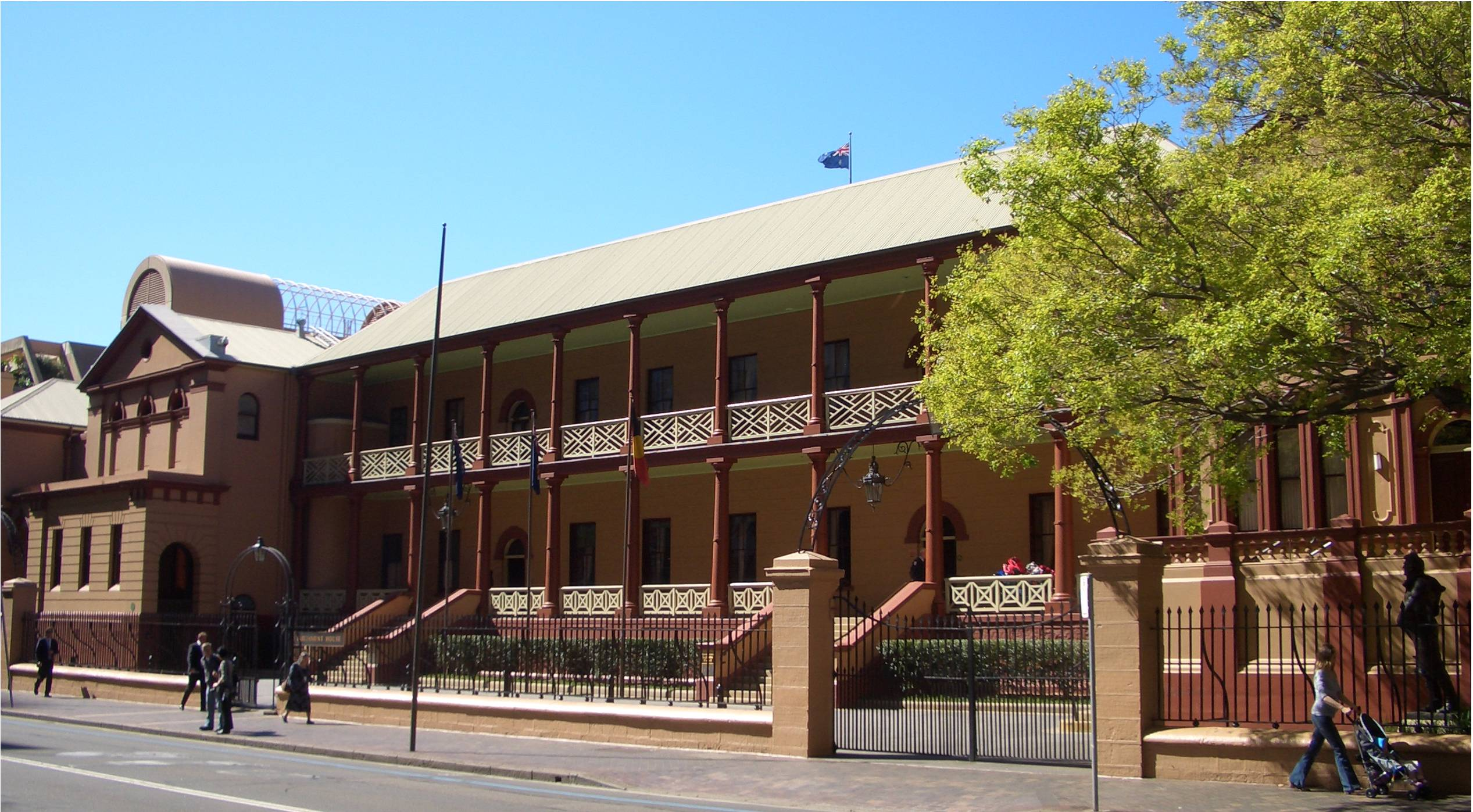
新南威爾斯州議會（雪梨議會大廈）
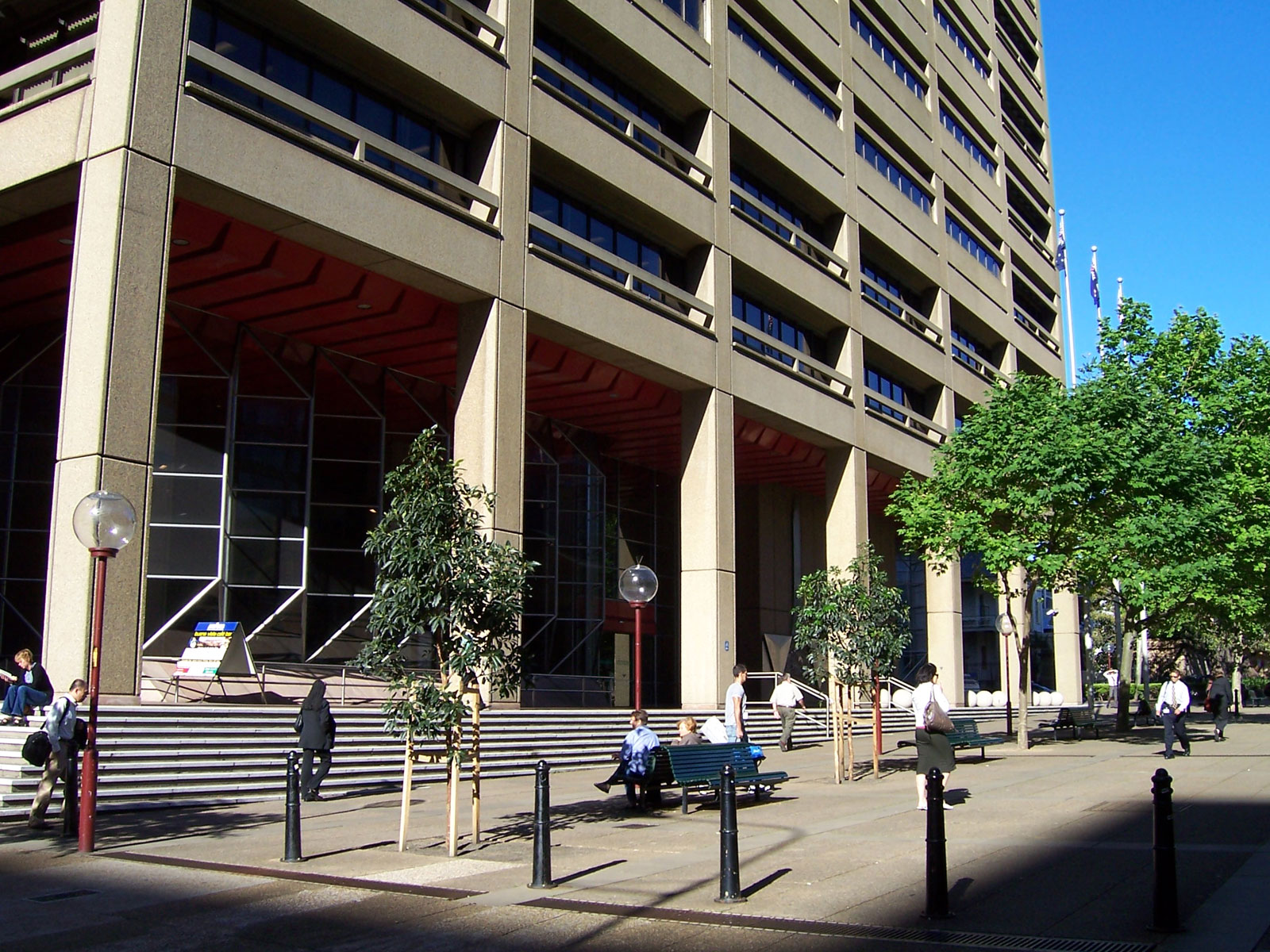
最高法院
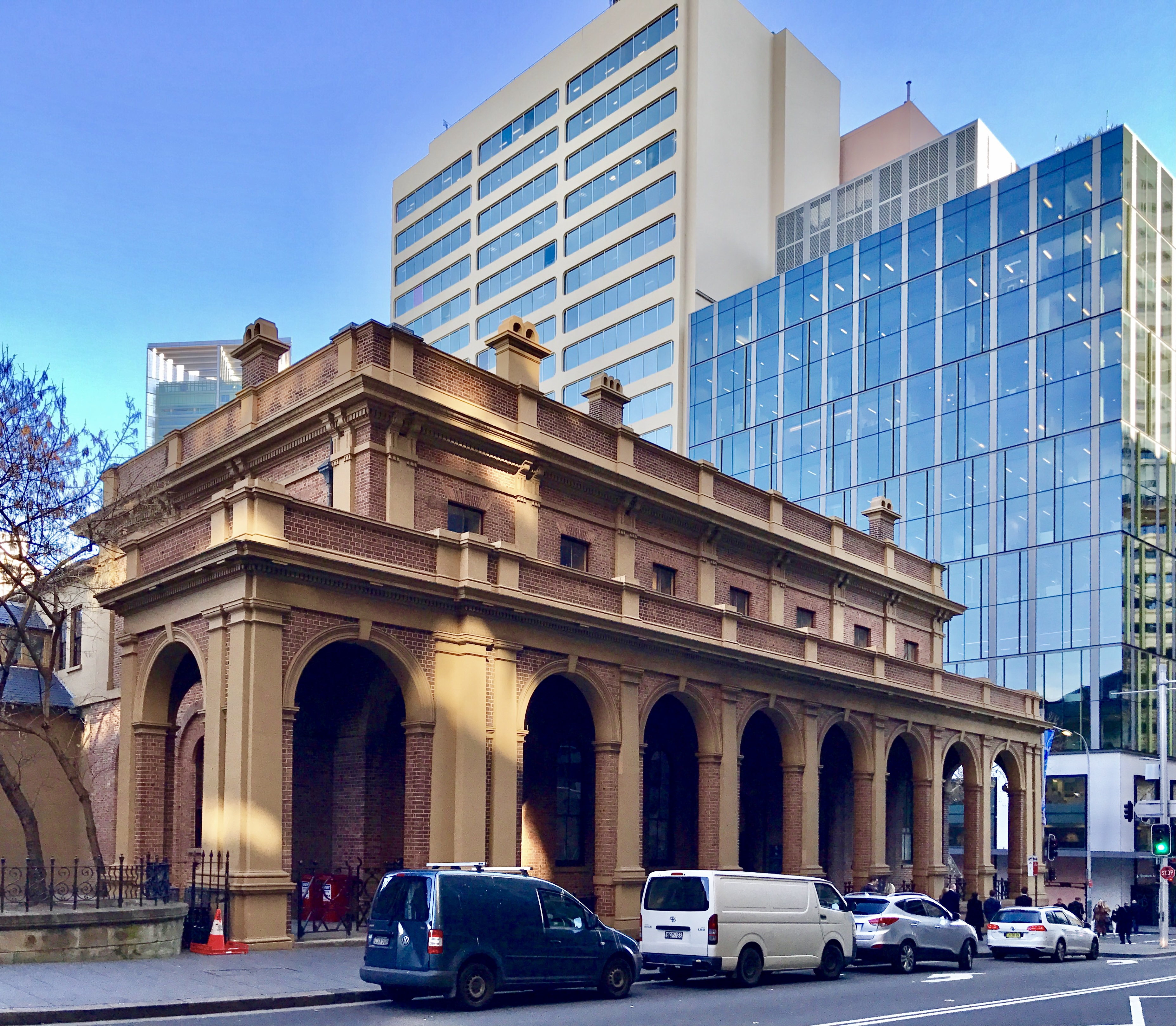
旧最高法院大楼，建于 1820年，现为附楼
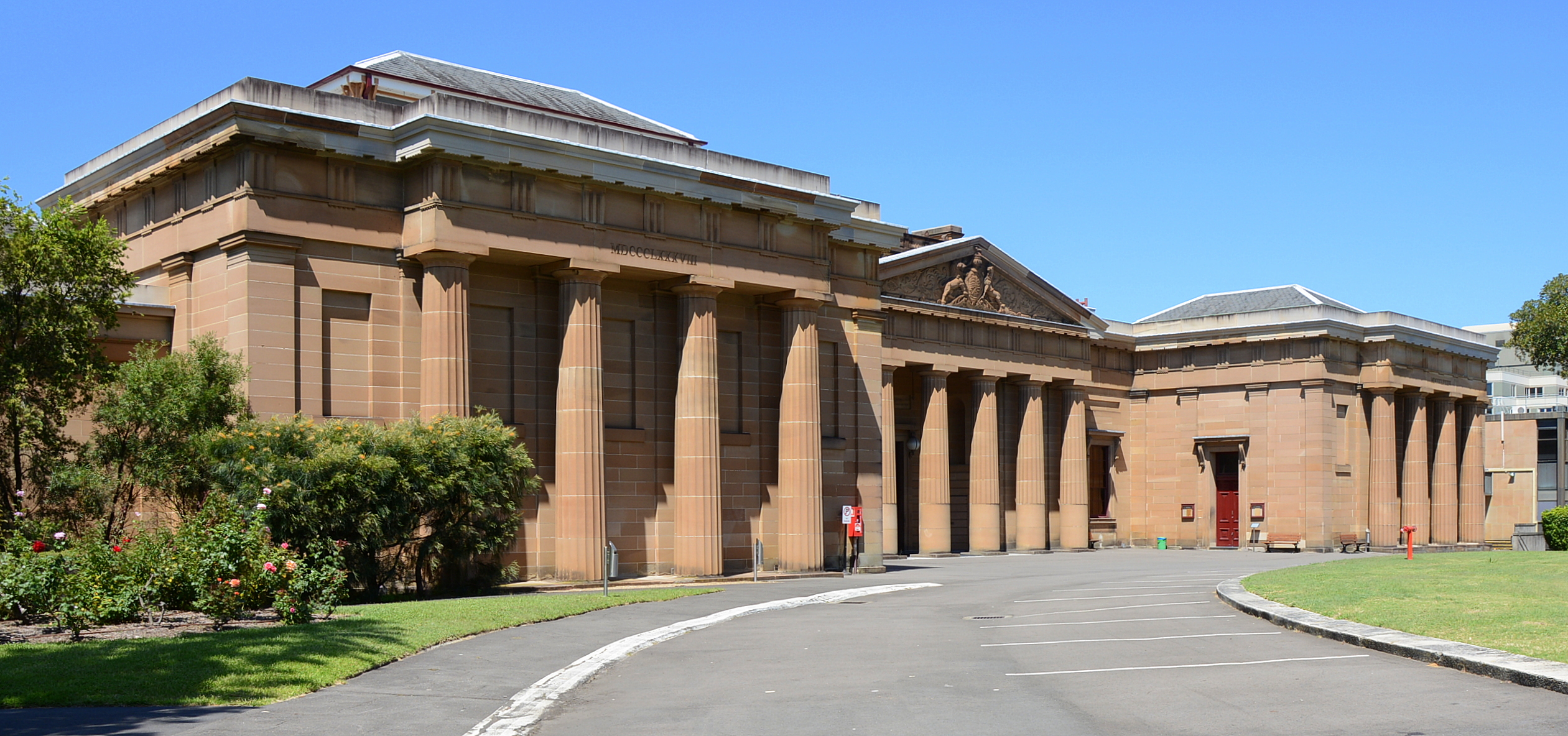
达令赫斯特法院大楼始建于1826年，是新南威尔士州的主要法院大楼之一
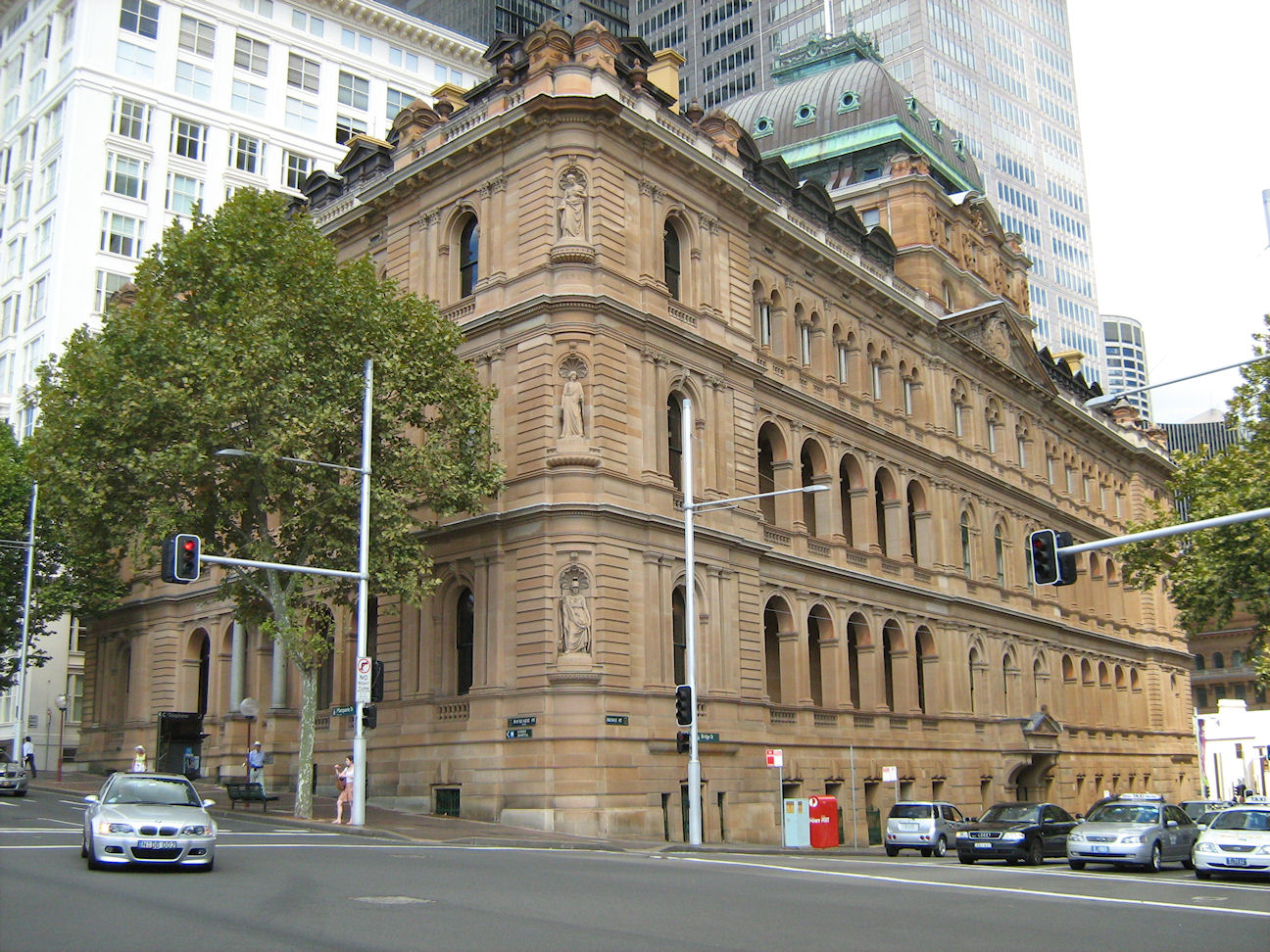
輔政司大楼，建於1881年
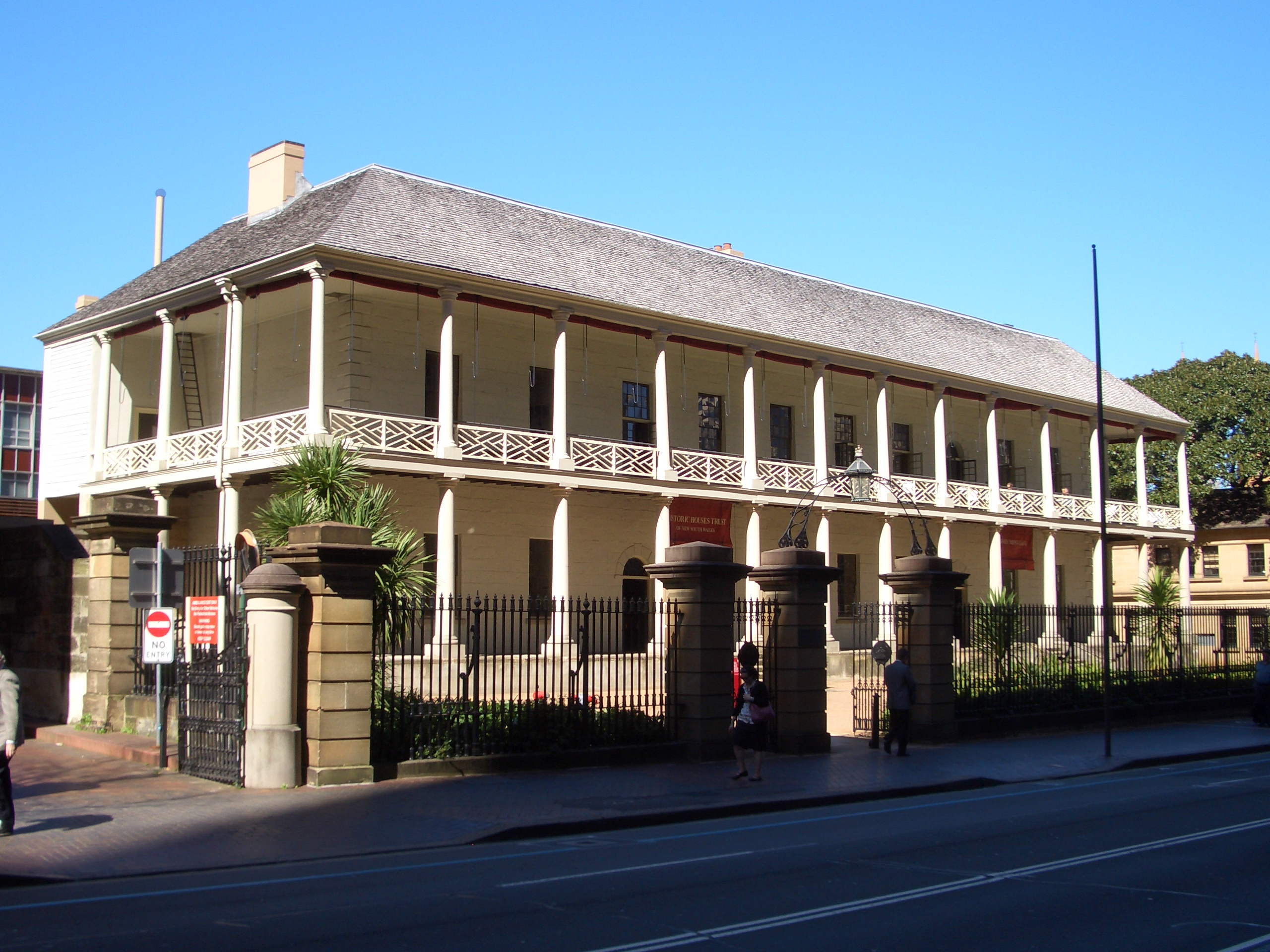
新南威尔士铸币厂，建於1816年
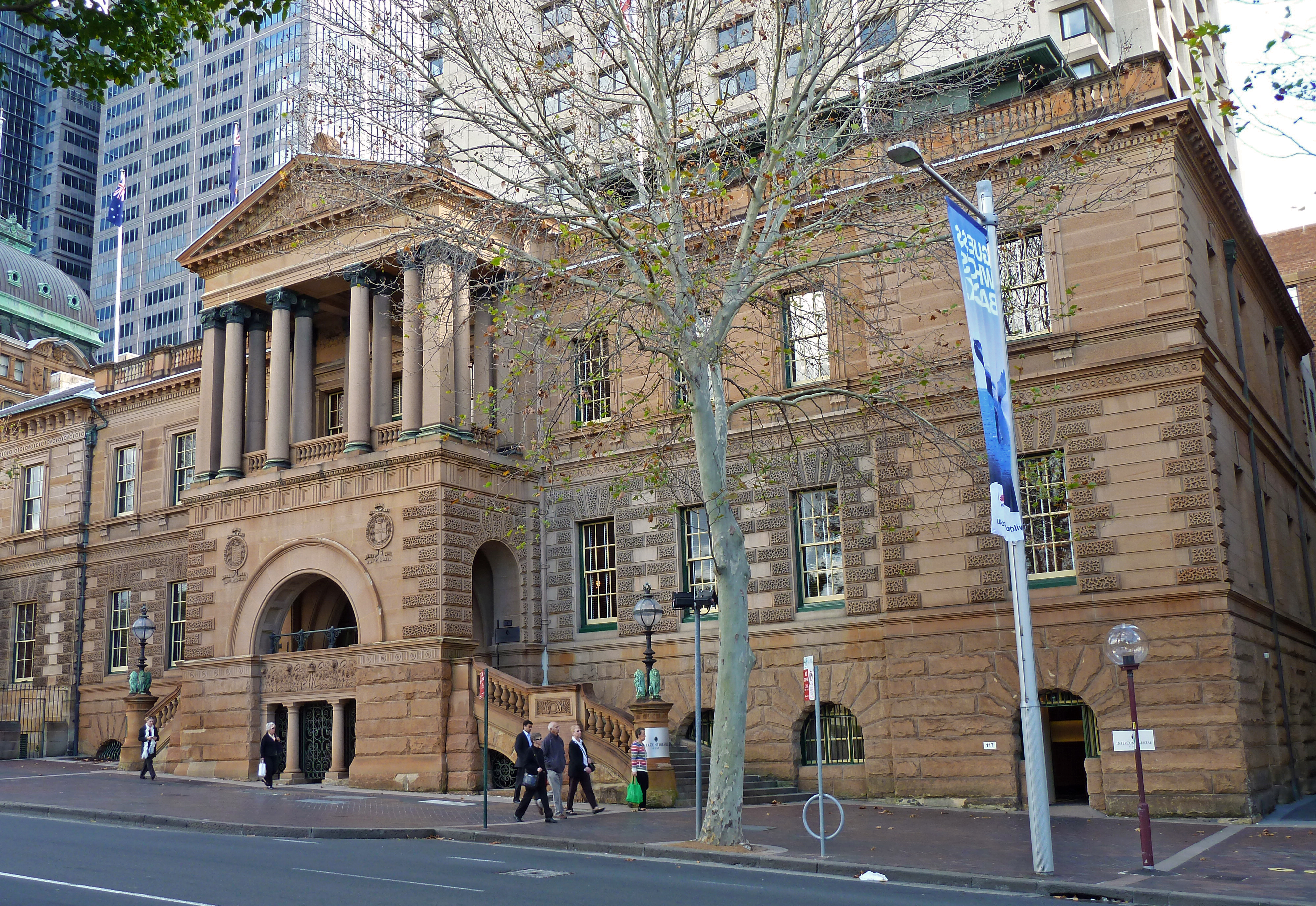
旧财政部大楼， 建於1899年
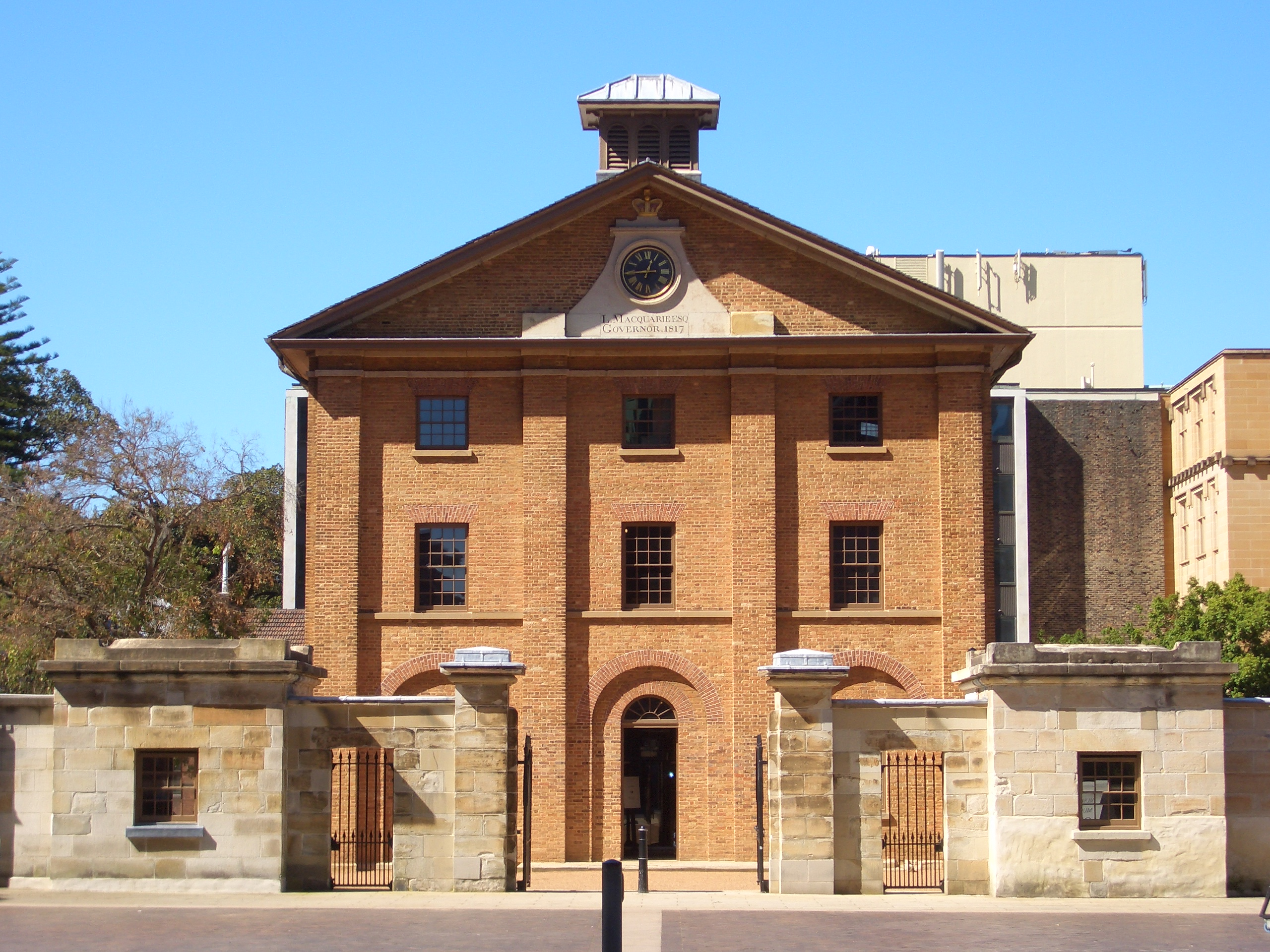
海德公园军营，建於1817年
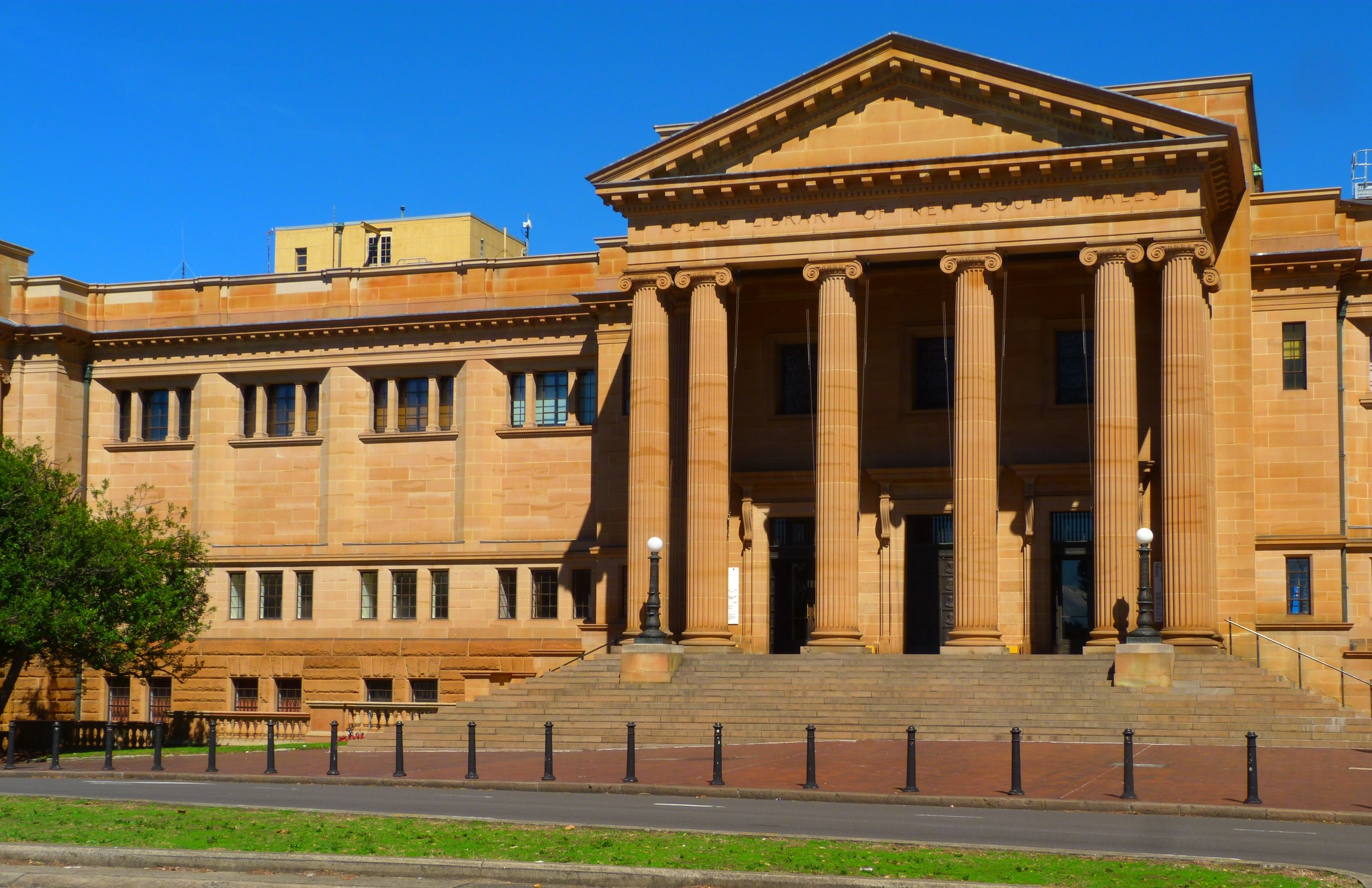
新南威尔士州立图书馆，建於1910年
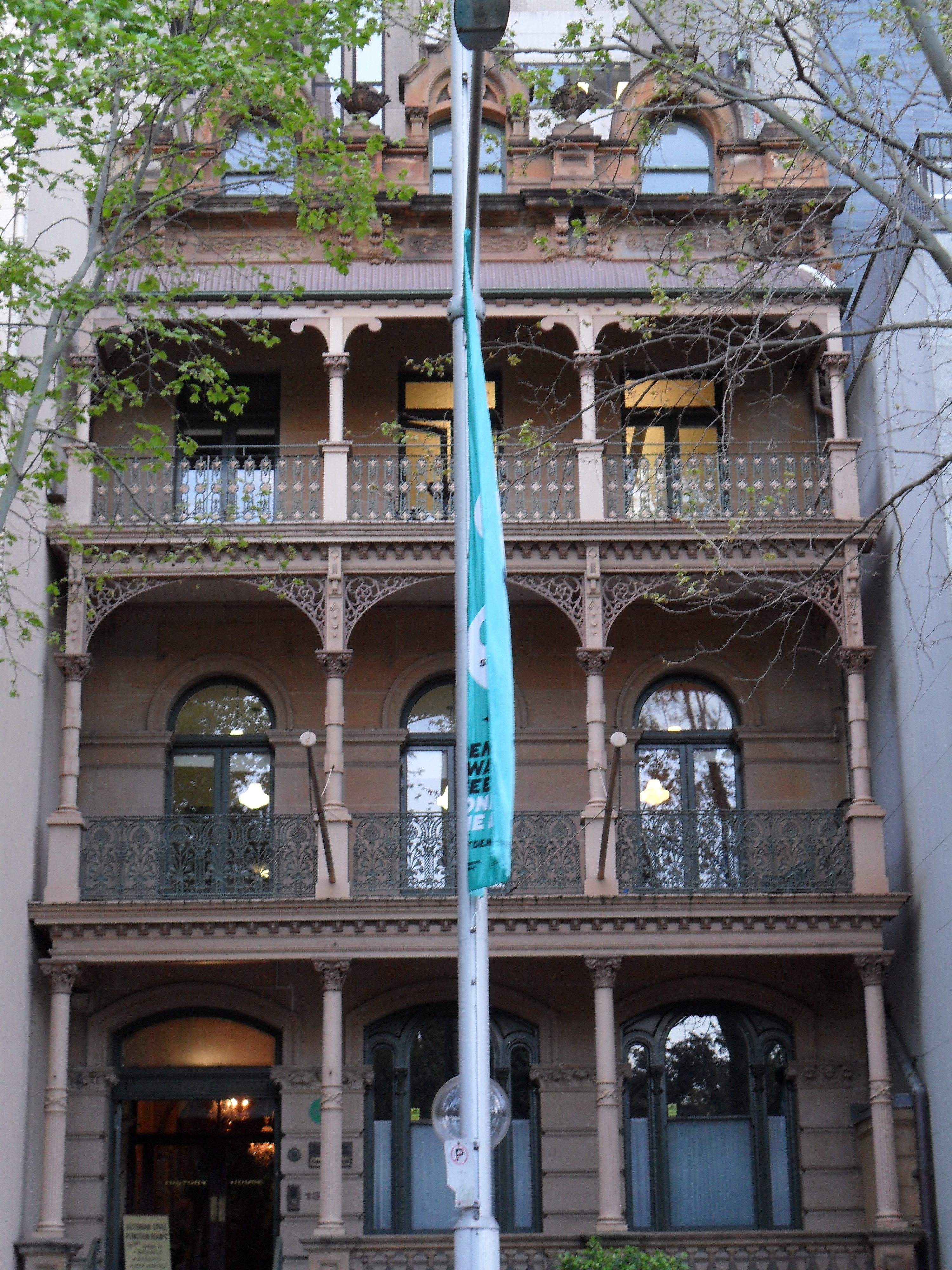
澳大利亚皇家历史学会总部，称为历史馆，建於1872年
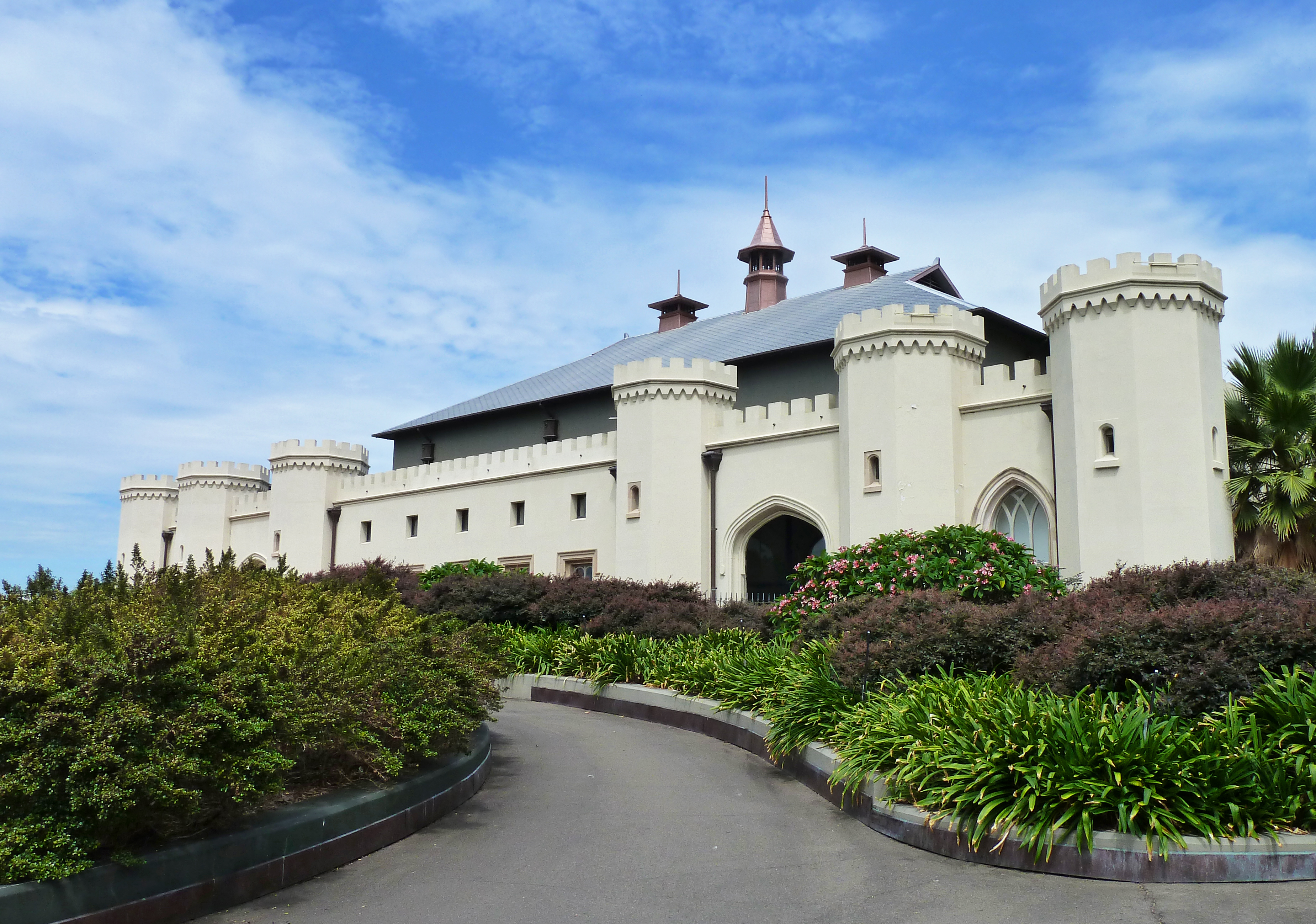
悉尼音乐學院 (Sydney Conservatorium of Music) ，建於1815年

## 人口

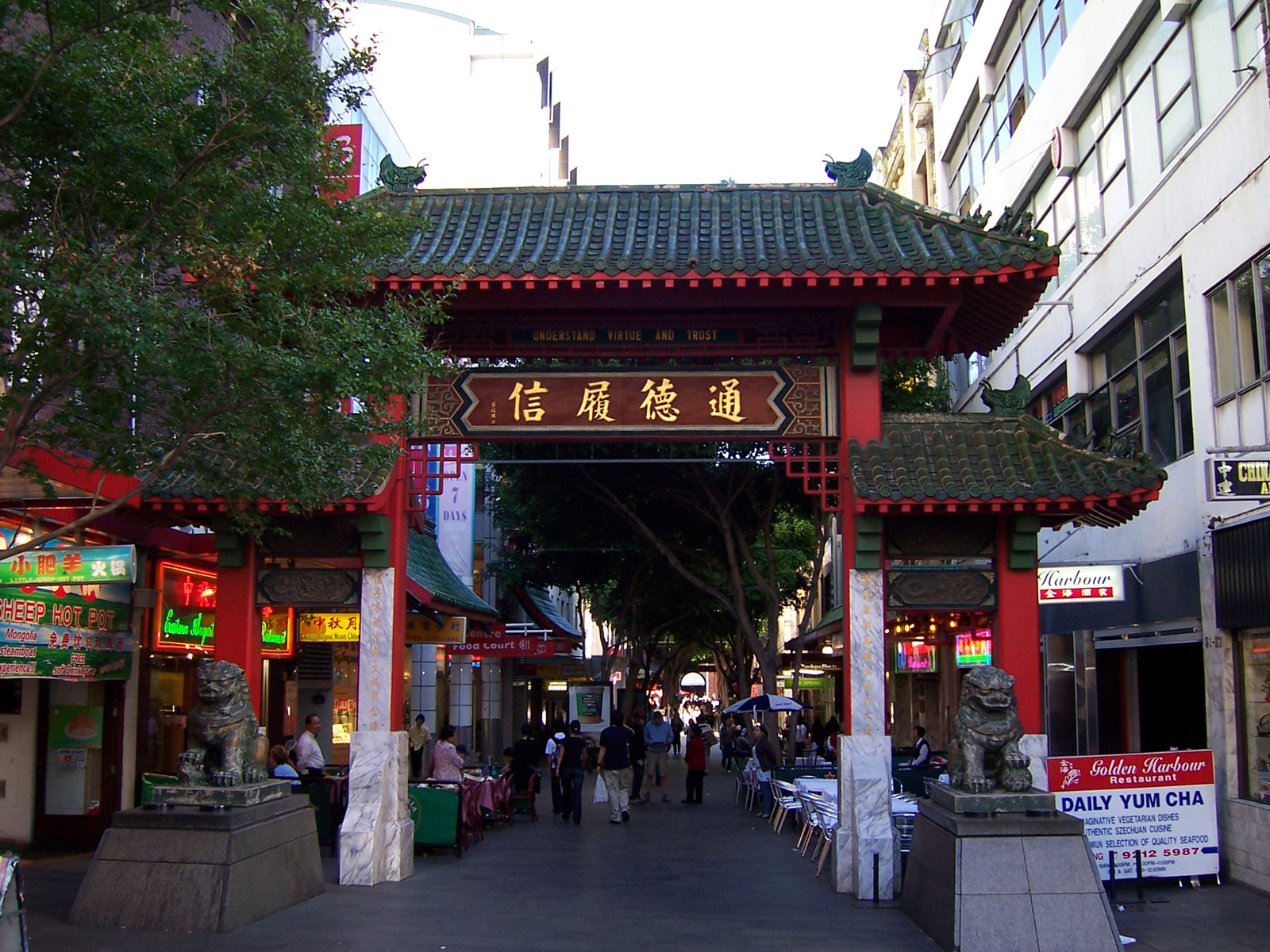
雪梨唐人街

新南威爾斯總人口約689萬（2007年6月估計數字）。2007年人口增長約1.1%，低於全國平均1.5%。全州人口有62.9%居住在雪梨。
新南威爾斯有約70%的人生於澳洲。最常見的海外出生地是英國、紐西蘭和中國。75%的家庭只使用英語。最常見的外語是漢語、阿拉伯語和義大利語。

## 教育

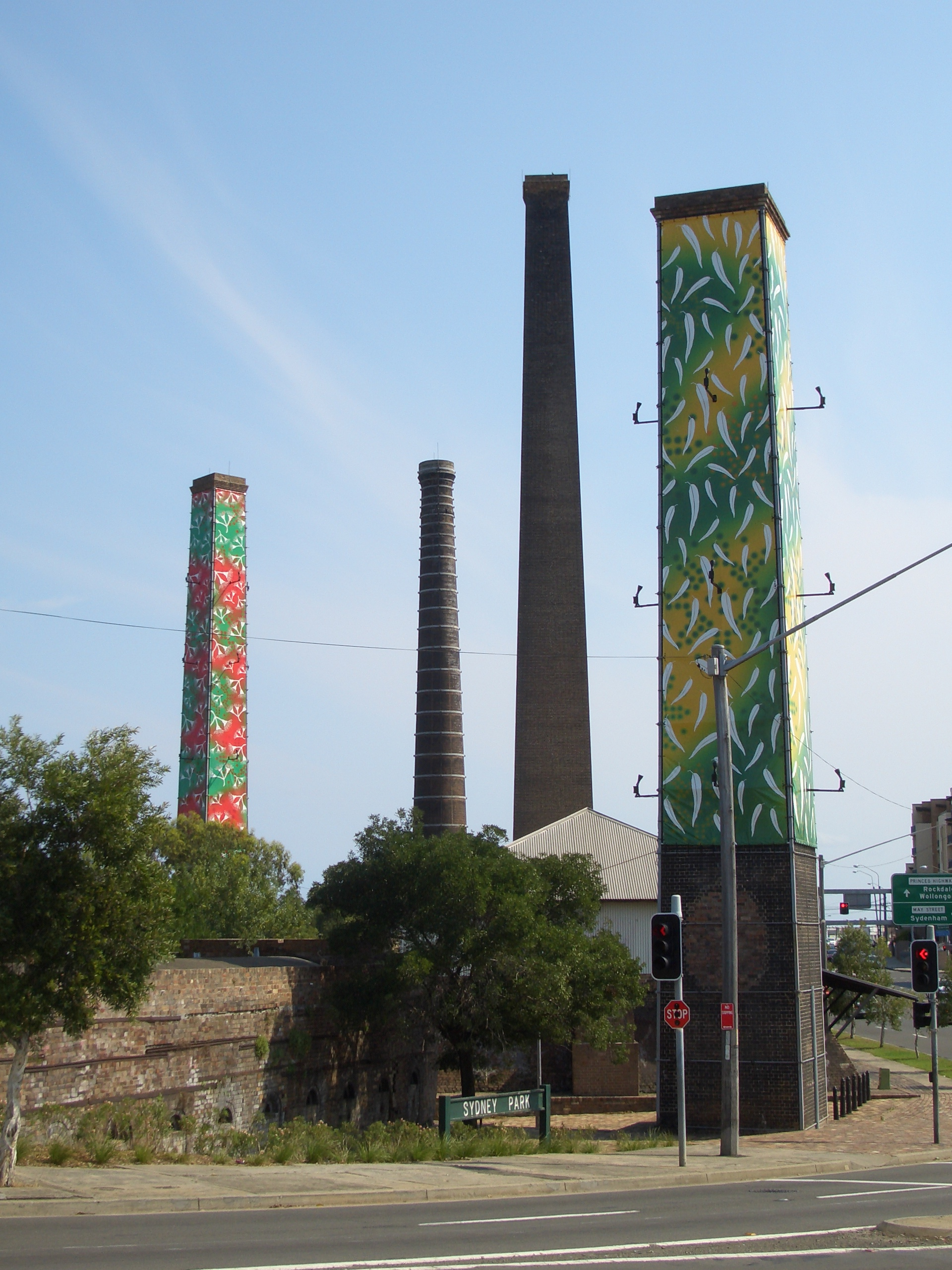
悉尼公园的烟囱

新南威爾斯有完善的初、中、高等教育體系。小學一般分七年，从幼儿園到六年級。中學分初中和高中，初中四年、高中兩年。初中和高中畢業時學生可以參加全州統一的中考和高考。高等教育機構包括大學、成人教育學院，和一些專業學院。
新州的小學和中學可以按照管理機構分為三類。第一類是公立學校，由政府設立。其中一批被稱為“精英學校”（selective schools），入讀的學生必須經過考試，學生住址不限。其他的普通官校則不需考試，按住址就近入學。著名的精英官校包括近年名列前茅的詹姆士·魯斯農業中學，和老牌的堡壘街中學，雪梨男、女中，和北雪梨男、女中。第二類中小學是私立學校。此類學校一般由民營機構設立，包括由除了天主教會以外的宗教機構設立的學校。傳統名門私校包括雪梨文法學校、國王學校、聖公會文法學校。第三類是天主教學校，是由天主教會設立並運營的教育機構。不同於其他私校，天主教學校招生面廣泛，也不收取昂貴的學費。
新州擁有11所大學的主校區，另有主校區位於其他州的兩所大學的分校區。澳洲的第一所大學——雪梨大學和新南威爾士大學皆歸皇家所有，但由代表州和聯邦政府以及社會人士的校董會管理。前任新州州督還曾兼任雪梨大學第17任校監。雪梨其他的主要學府包括麥覺理大學、雪梨科技大學、西雪梨大學和澳洲天主教大學。主校區設於雪梨以外的大學則有卧龍崗大學、紐卡索大學和查爾斯史都華大學。

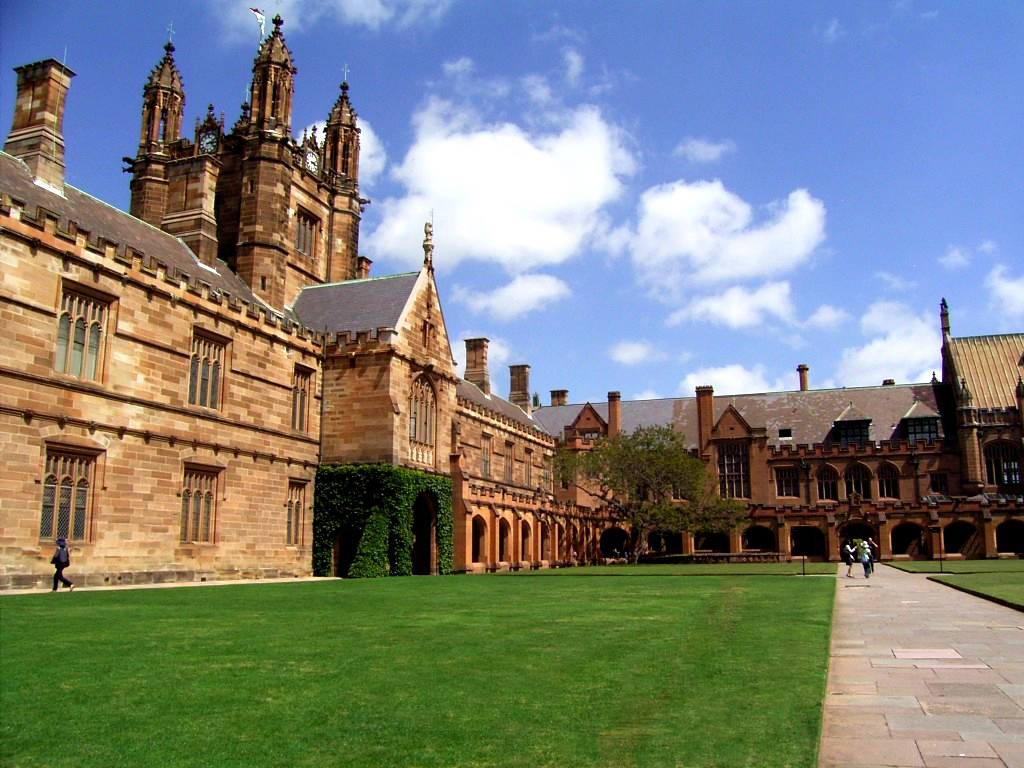
雪梨大學，創建於1850年
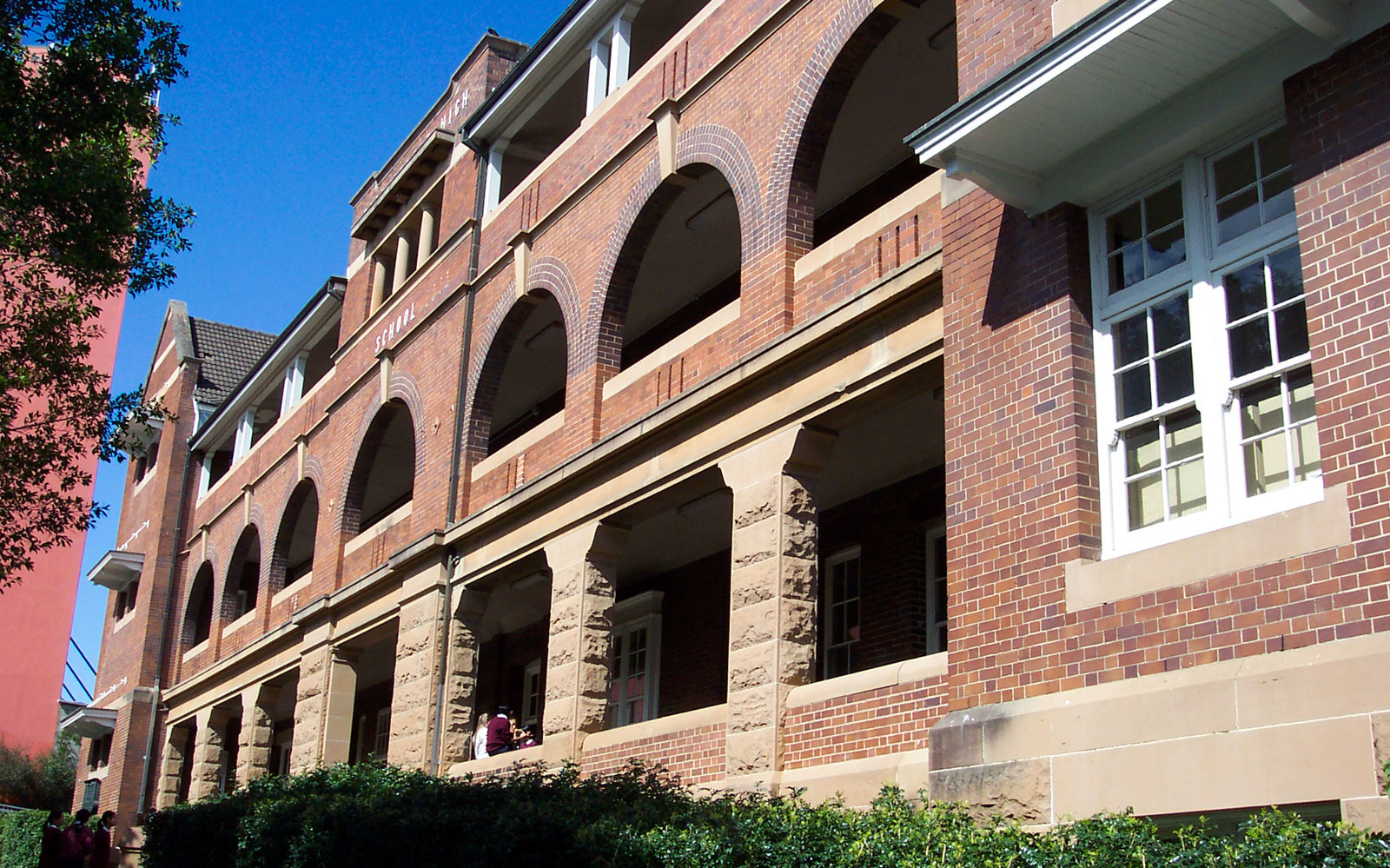
堡壘街中学，創建於1849年

## 地理
新南威爾斯位於澳洲大陸的東南部，處於南半球的溫帶。新州東臨太平洋，沿海有大分水嶺。大分水嶺以東稱爲東部，面積狹窄但土地富饒。東部沿海地區又分爲北海岸、中海岸和南海岸。最大的三個主要城市都在東部沿海地區，中海岸和南海岸之間，分別為雪梨、紐卡素、臥龍崗。
東部地區以西是大分水嶺山區，包括世界自然遺產藍山山區，南部高原，和澳洲唯一積雪的山脈大雪山。山區以西則是干熱的中部平原和西部的沙漠和半沙漠。澳洲最大的河流體系，墨累河與達令河流經新州的西部和南部。

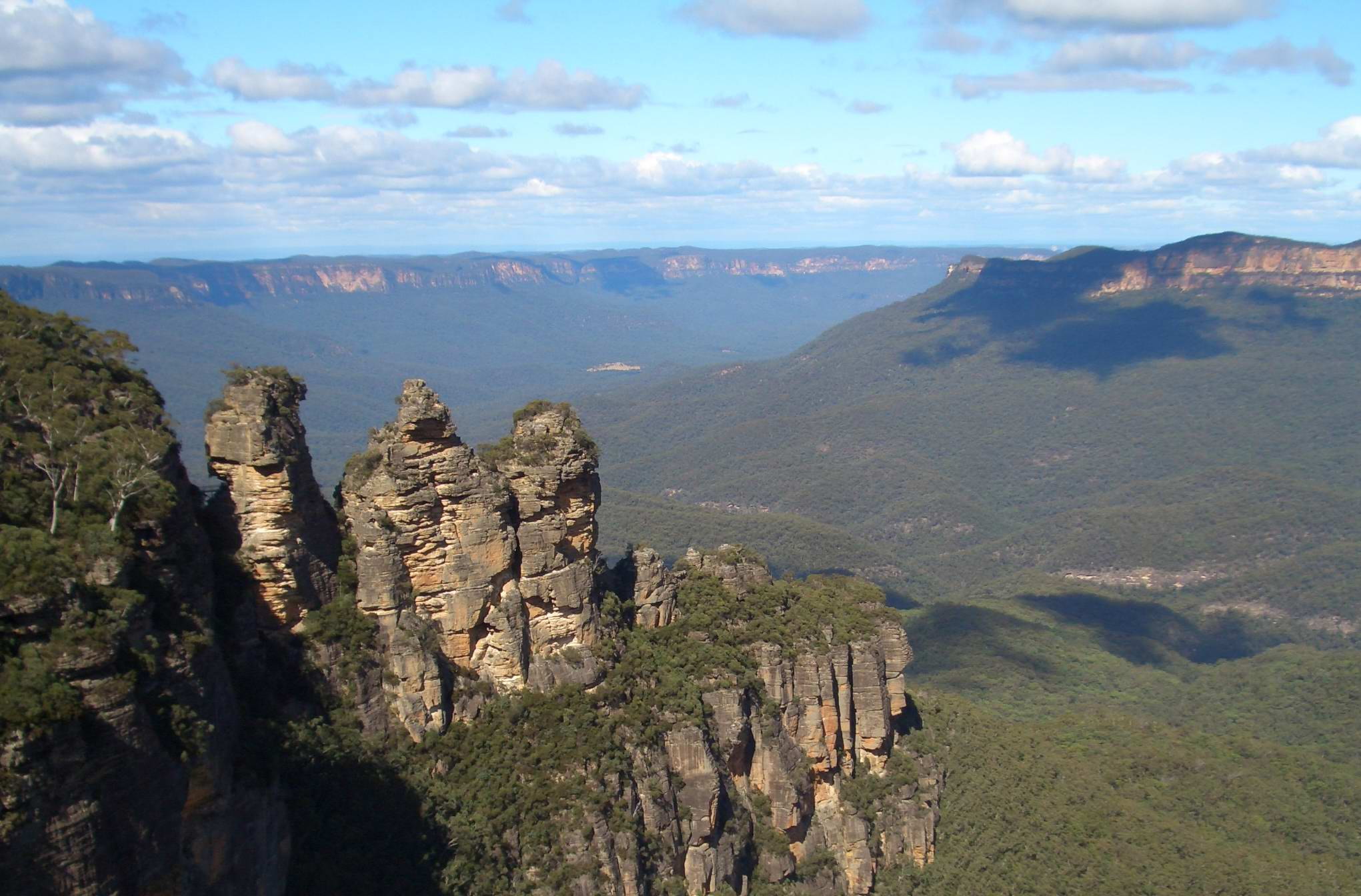
藍山山區的三姐妹峰, Katoomba, Echo Point
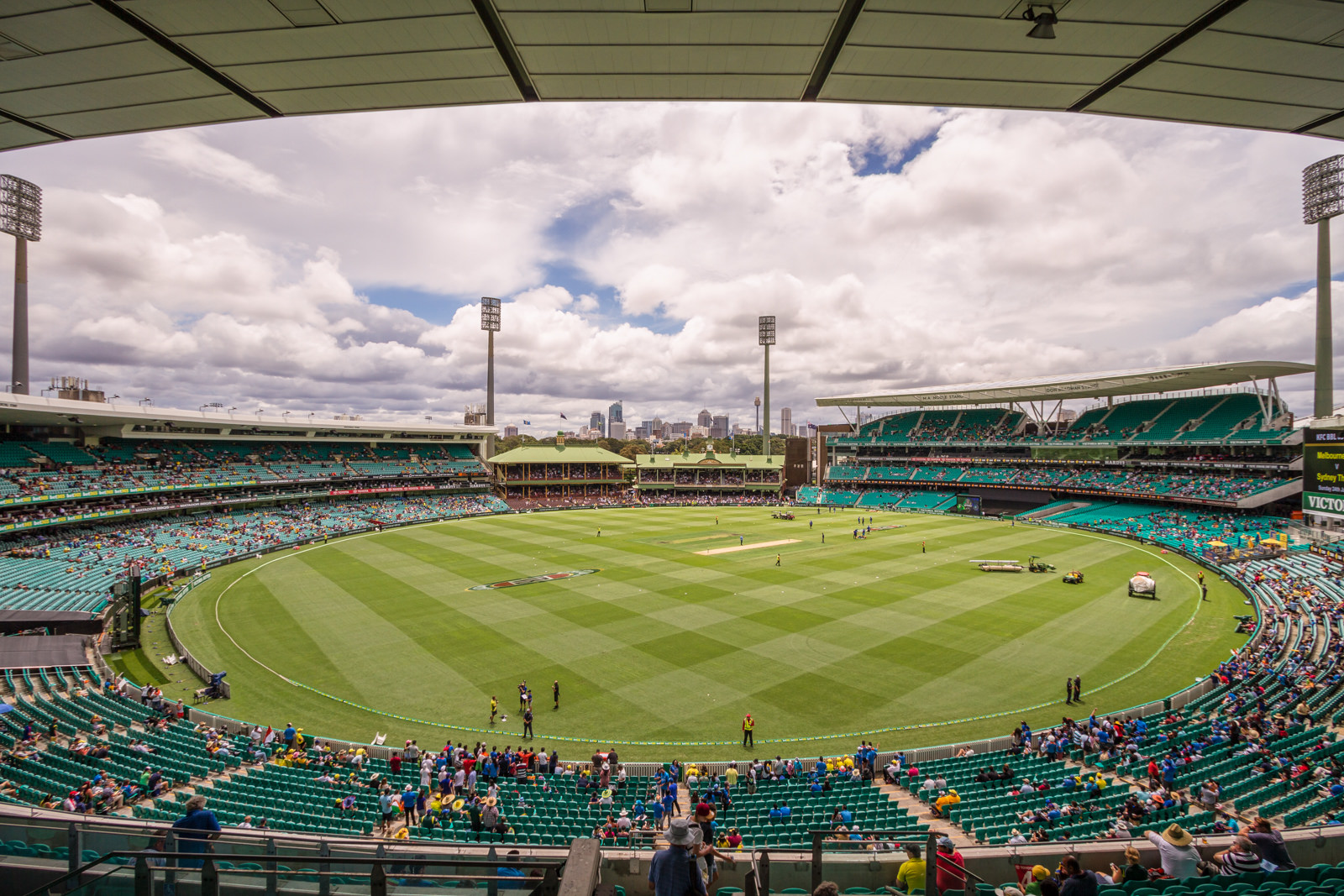
悉尼板球场, 1848 年首次在这里打板球
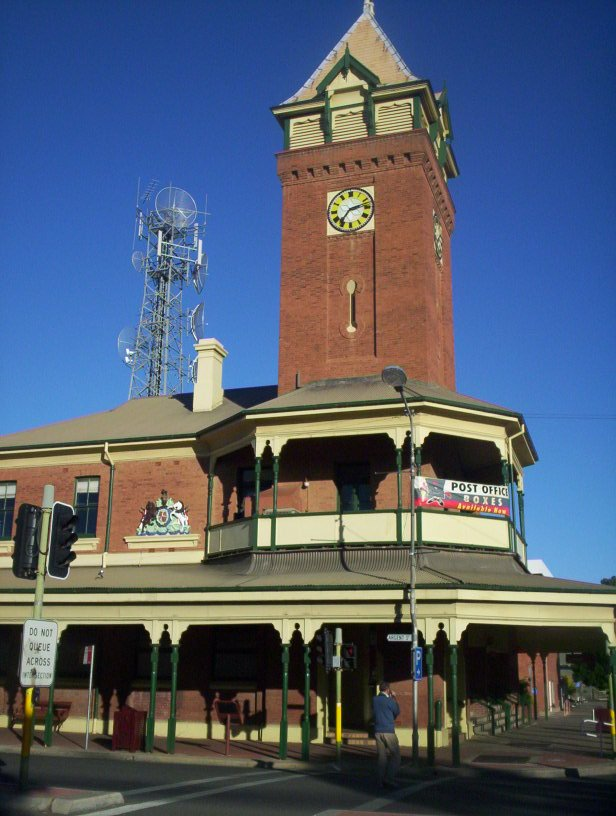
布罗肯希尔郵局(礦業小鎮也叫断山)
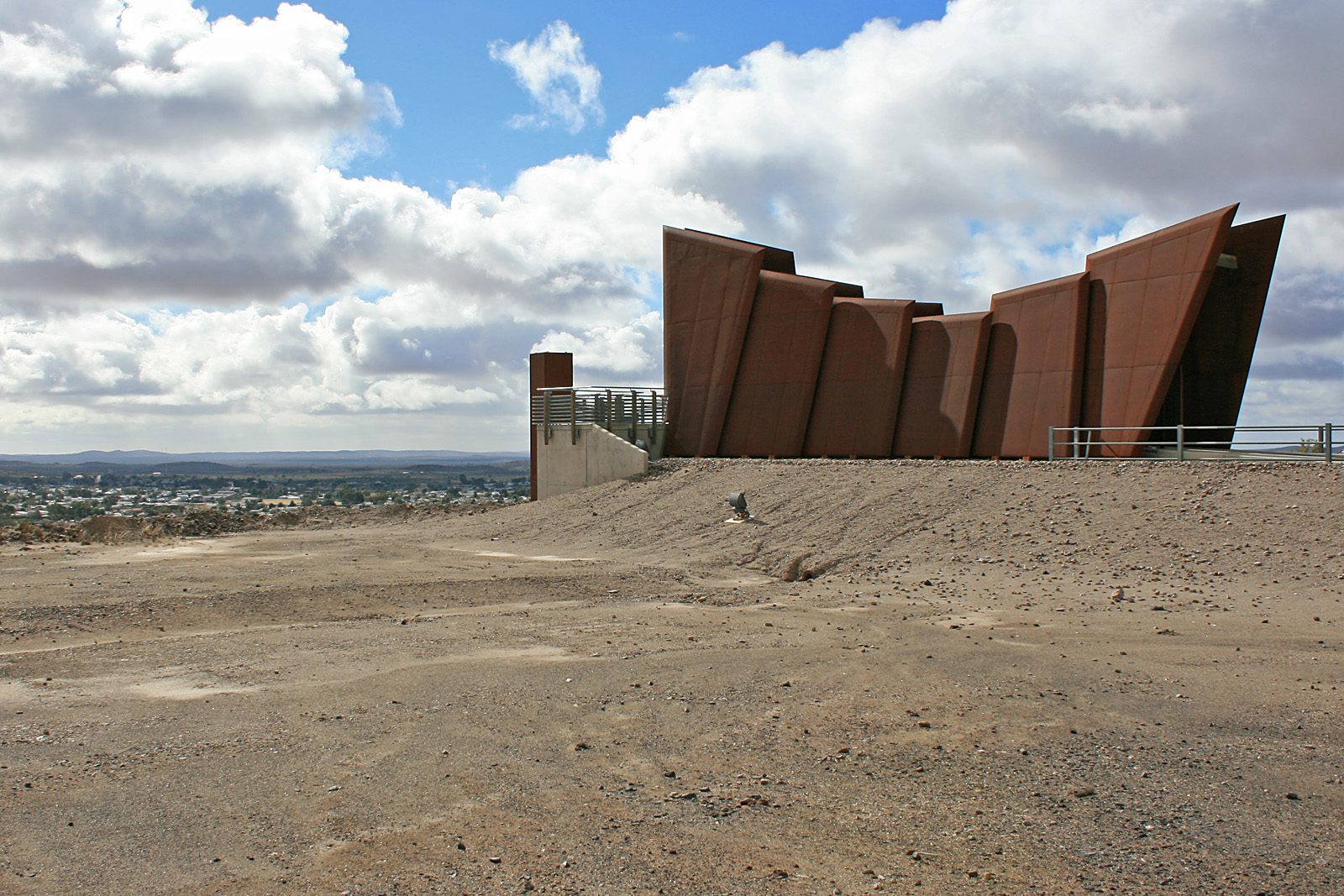
西部城市斷山
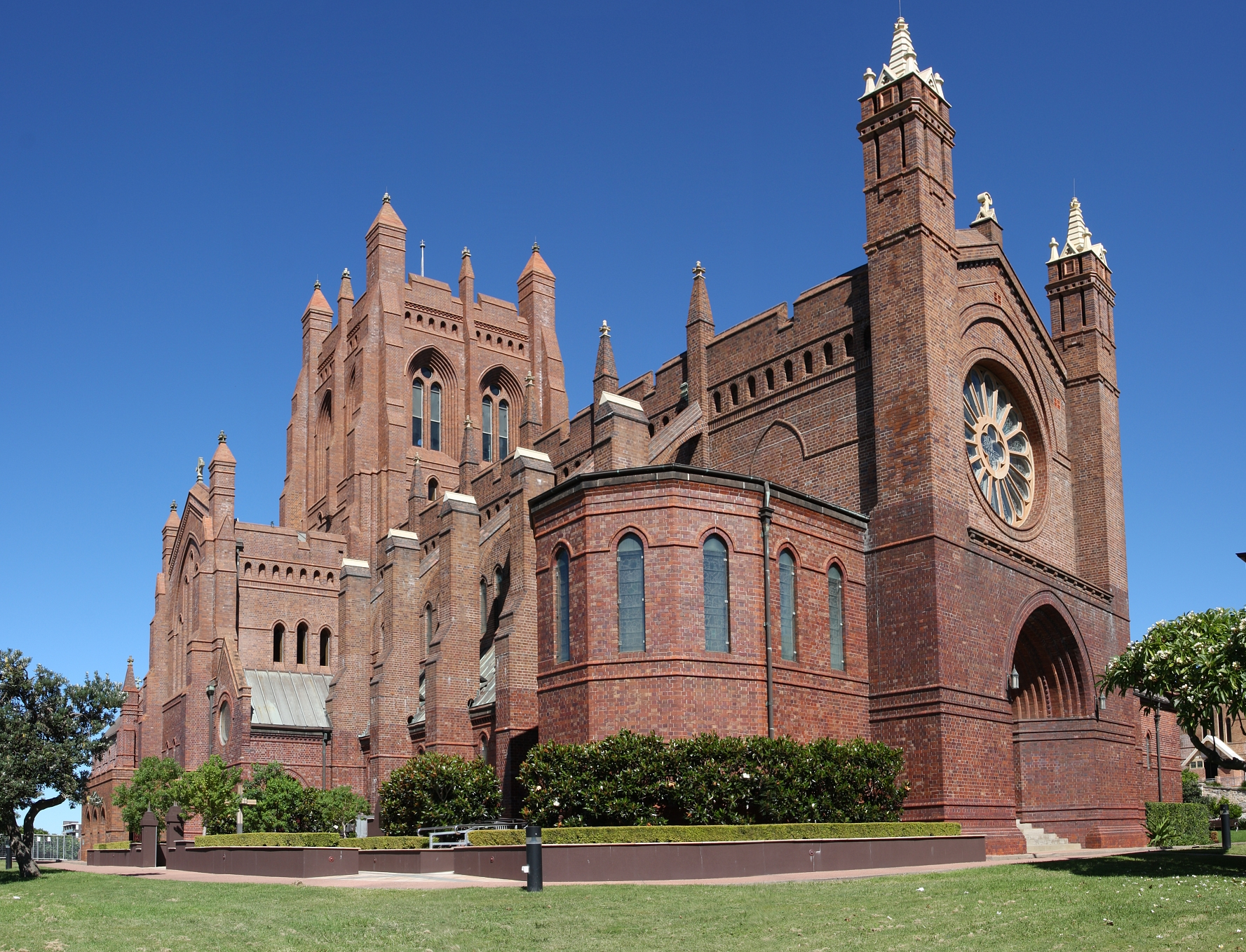
基督教會大教堂 (紐卡素), 僅次於悉尼的第二大城市中心，城市名稱意為新城堡，以英格蘭另一個煤炭運輸城市命名
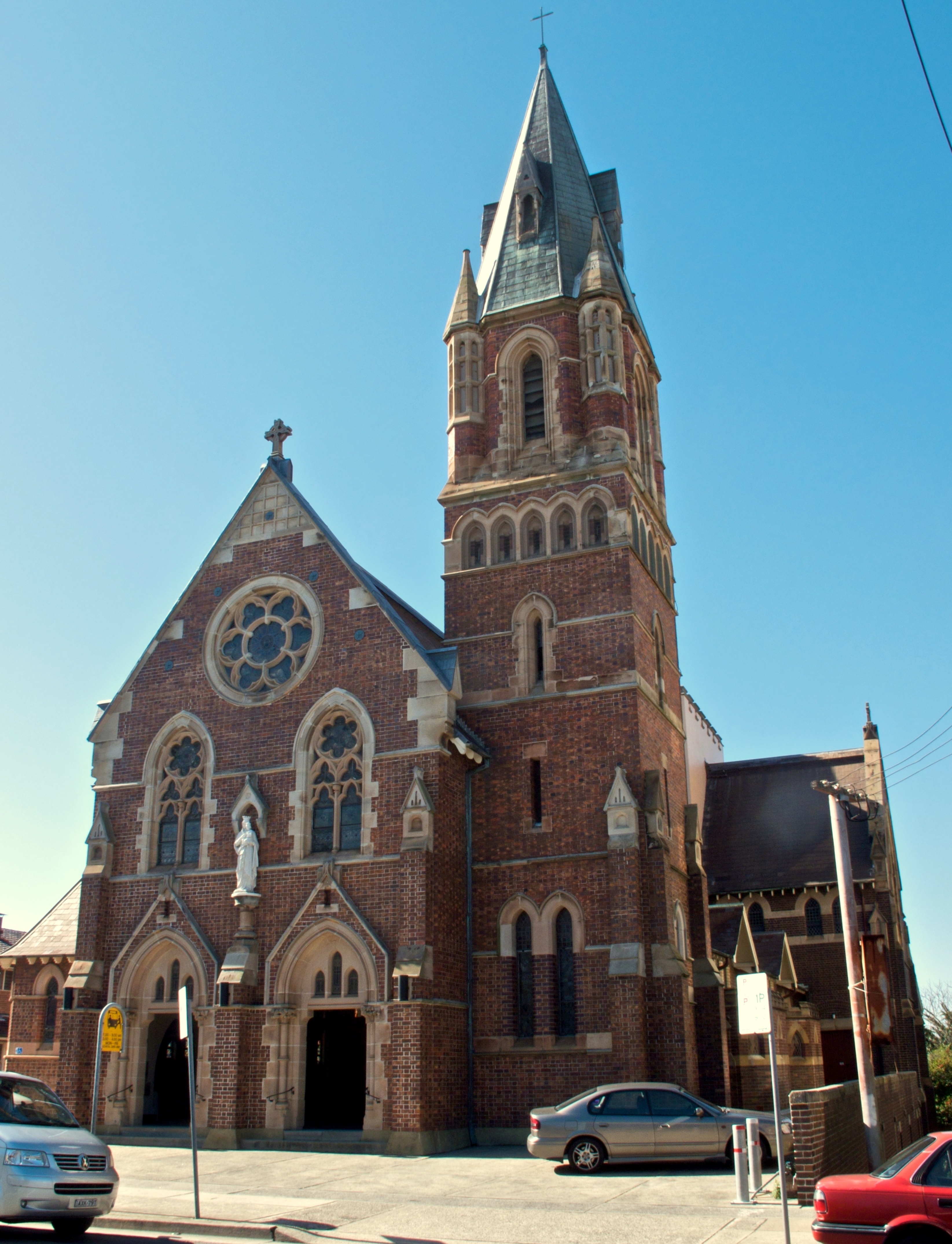
圣母圣心堂 (兰域)
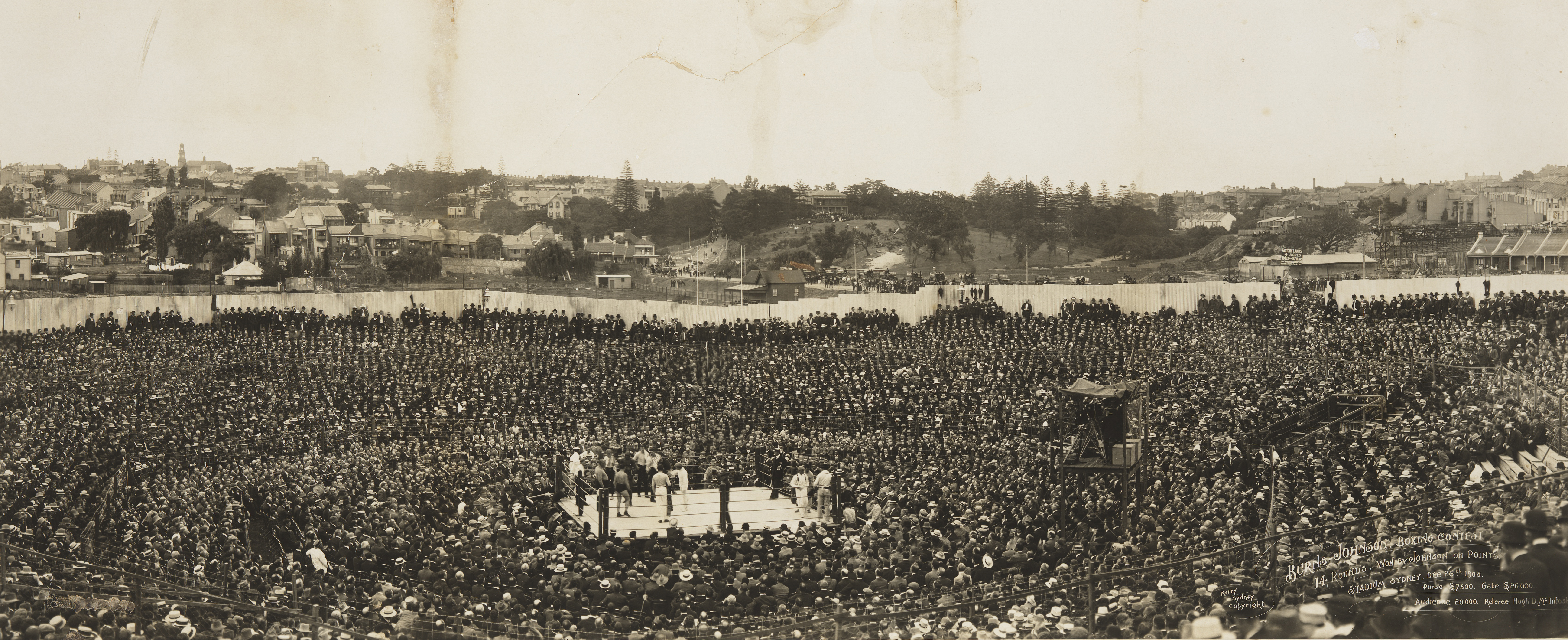
1908 年世界重量级拳击比赛，创纪录的 20,000 人参加了拉什卡特斯湾竞技场，该体育场于 1970 年被拆除，为新的悉尼东郊铁路线让路
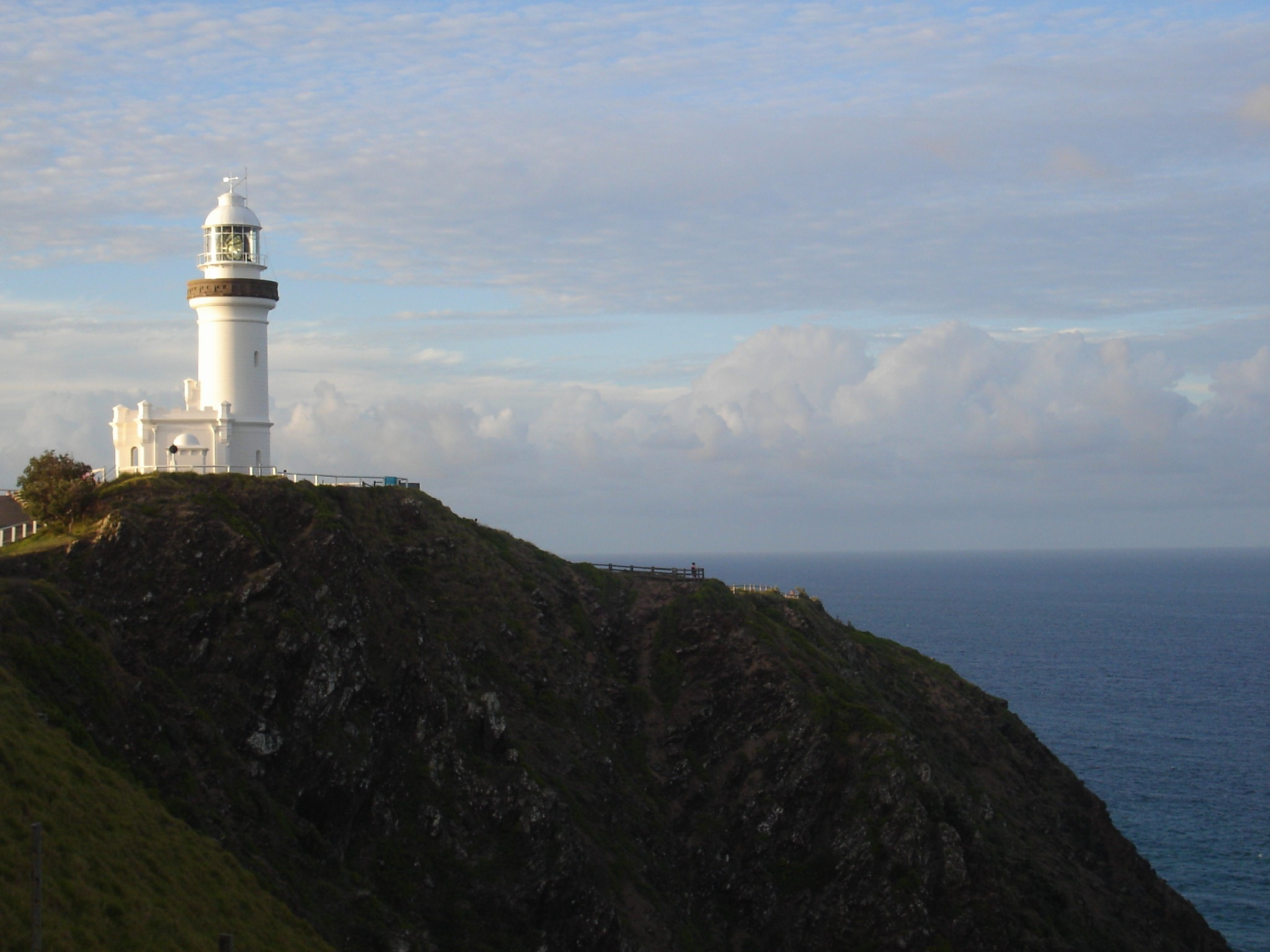
拜倫灣燈塔(遠眺)
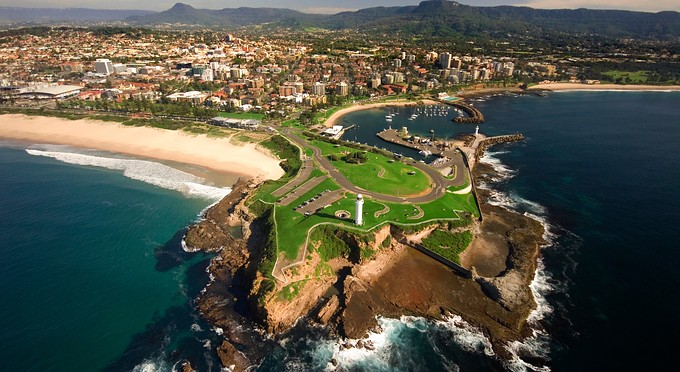
卧龙岗燈塔
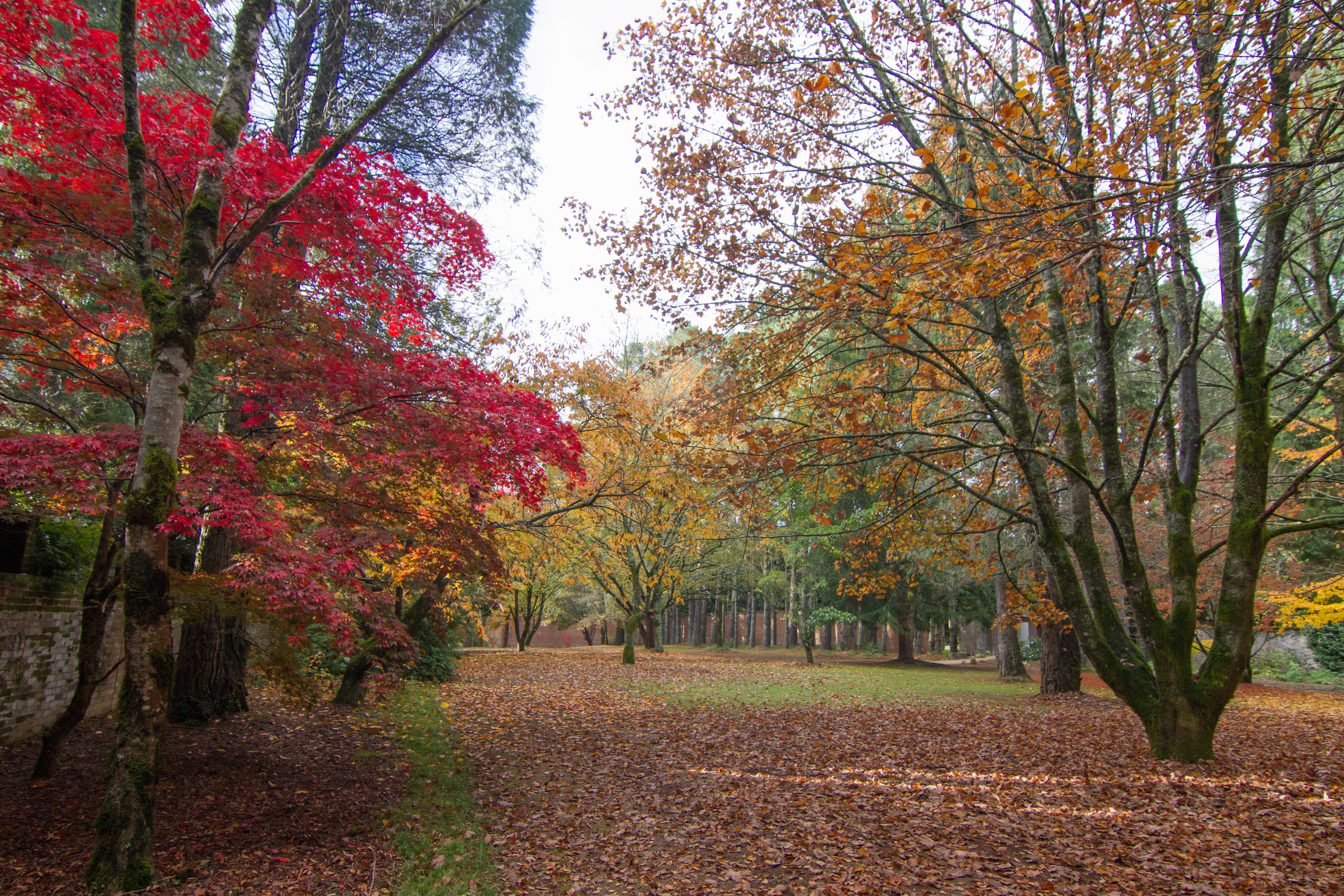
秋天的威尔逊山
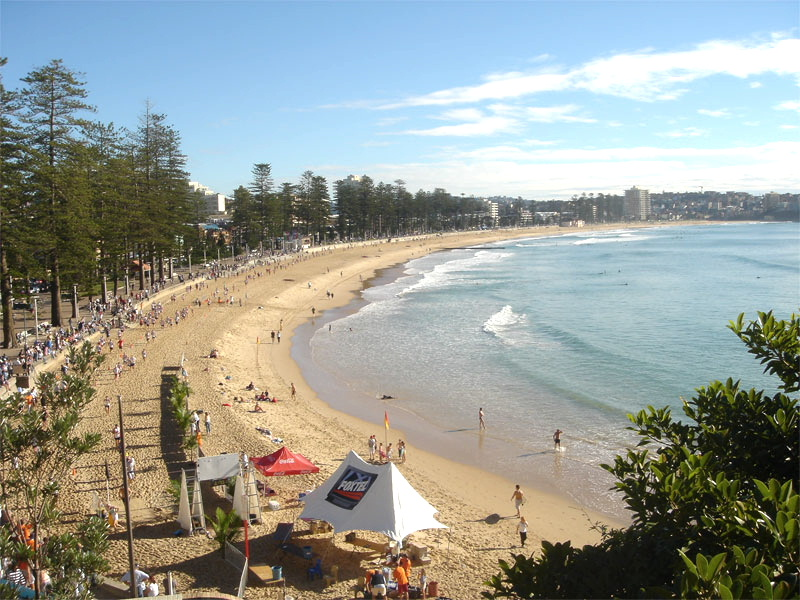
雪梨北部的曼麗海灘
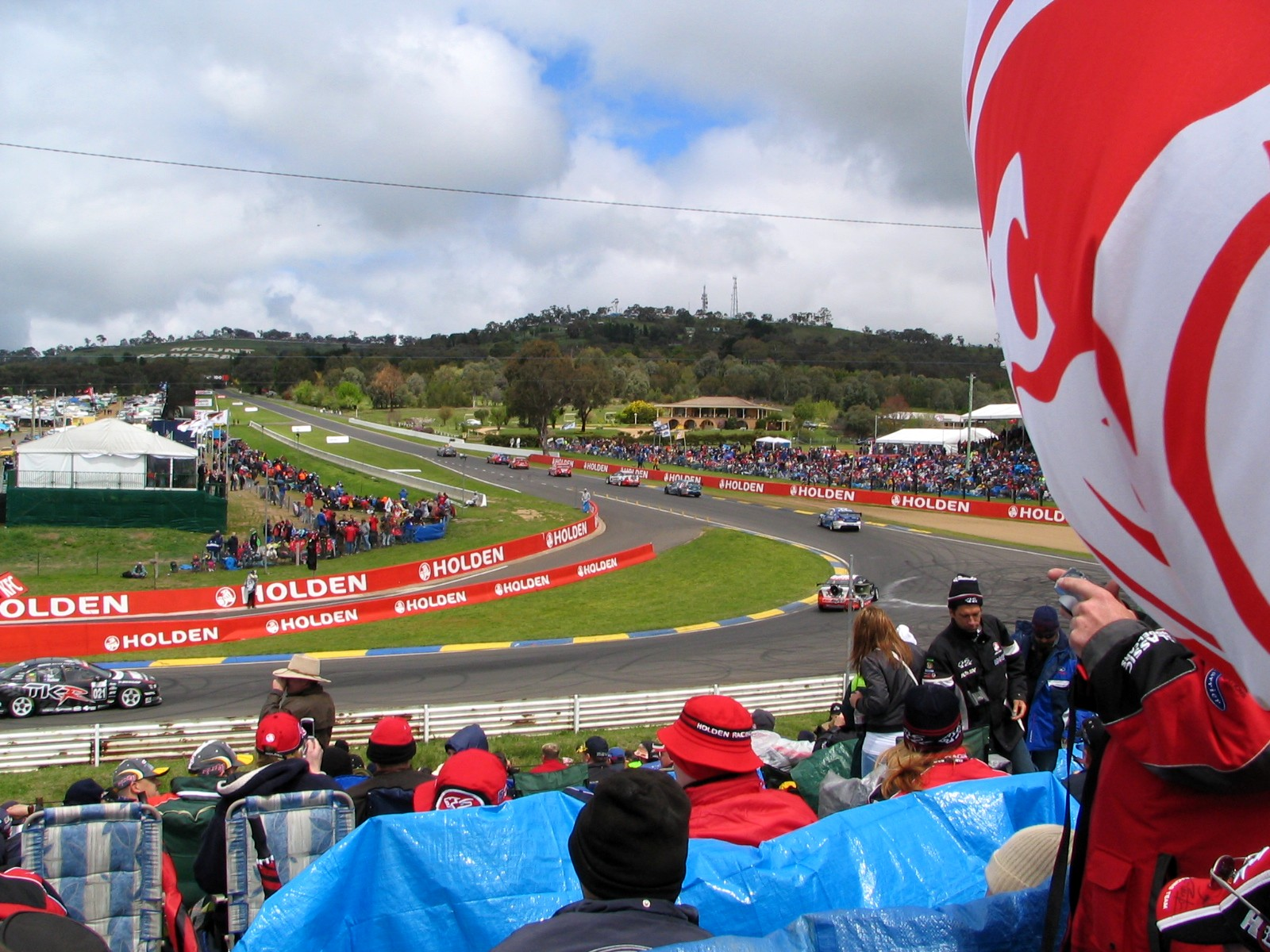
Bathurst 1000
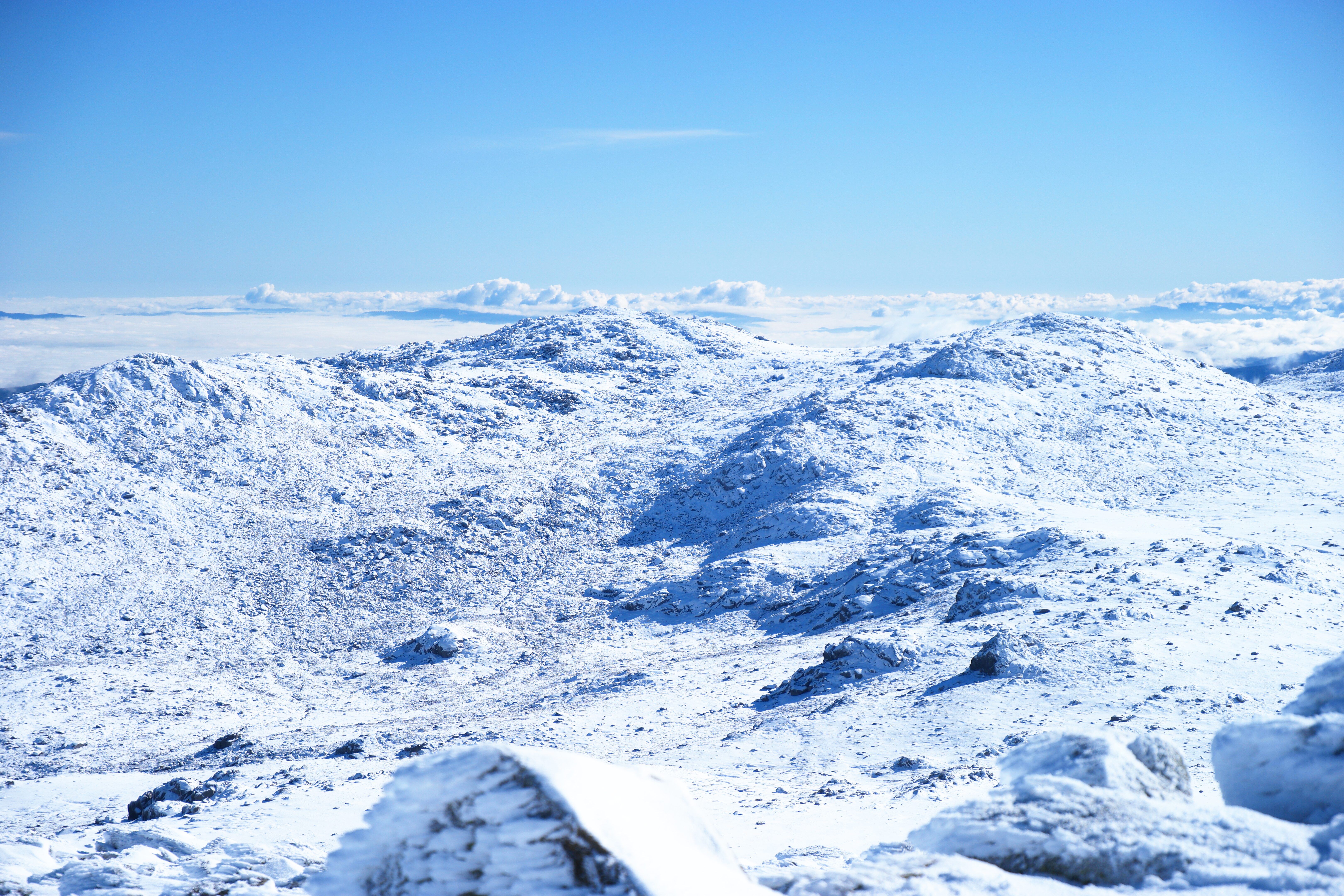
大雪山
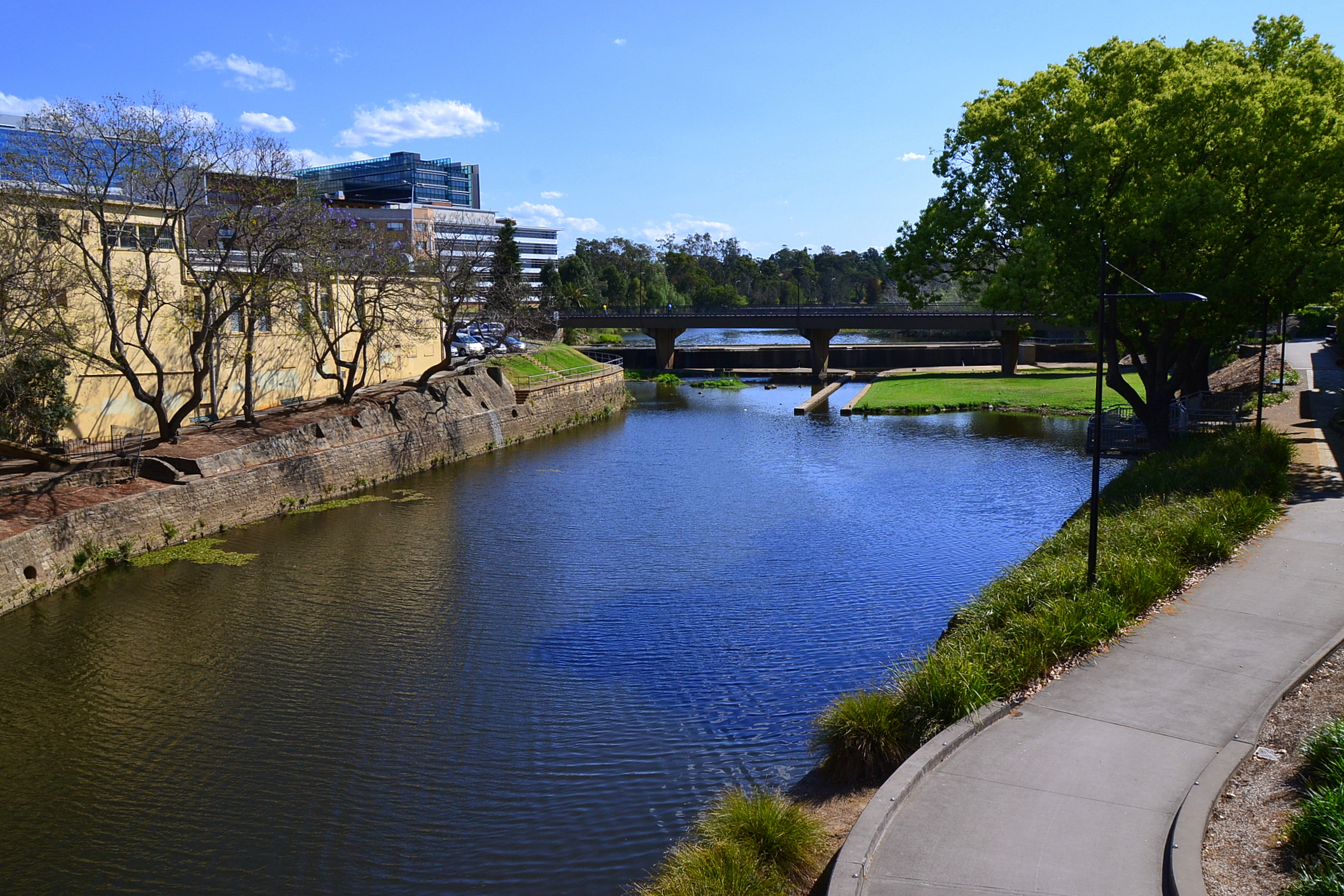
Parramatta River

### 主要城市
- 雪梨（Sydney），新州首府，位于新州東海岸的中南段，人口434萬。創建於1788年，是澳洲第一座和最大的城市，是全國經濟、文化和政治中心之一。
- 紐卡素（Newcastle），新州第二大城，位於雪梨以北，人口52.3萬。紐卡索位于亨特河的出海口，和周邊地區統稱為“獵人谷”（Hunter Valley；以州督亨特命名，亨特直譯是“獵人”）。
- 臥龍崗（Wollongong，或譯伍倫貢），新州第三大城市，位于雪梨以南，人口28萬，是傳統的工業，礦業和漁業中心。南半球最大的佛寺，南天寺，位於卧龍崗近郊。
- 中海岸（Central Coast）位于雪梨北部，人口30萬，包括一系列毗鄰的城鎮。
- 黃金海岸-堤維德岬（昆士蘭/新南威爾斯州）58.3萬人
- 坎培拉-昆比恩（澳洲首都特區/新南威爾斯州）38.8萬人
- 奧尔伯里-沃東加（新南威爾斯/維多利亞州）10.1萬人
- 諾拉-博馬德利（Nowra/Bomaderry）3.2萬人
- 沃加沃加（Wagga Wagga）5.6萬人

### 地方政府自治体

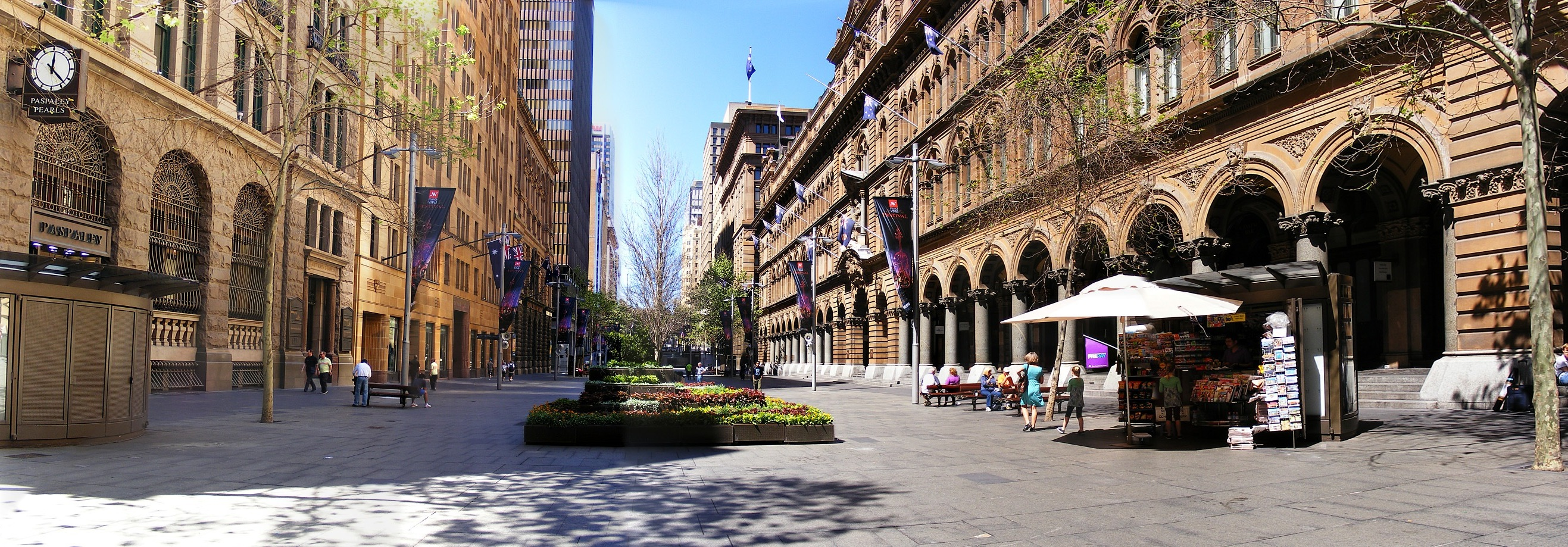
马丁广场是悉尼市中心的广场，被称为悉尼的“城市心脏”。

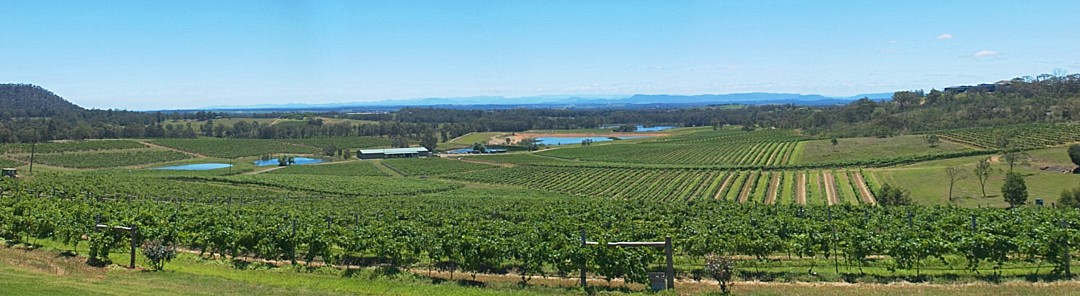
獵人谷的葡萄園

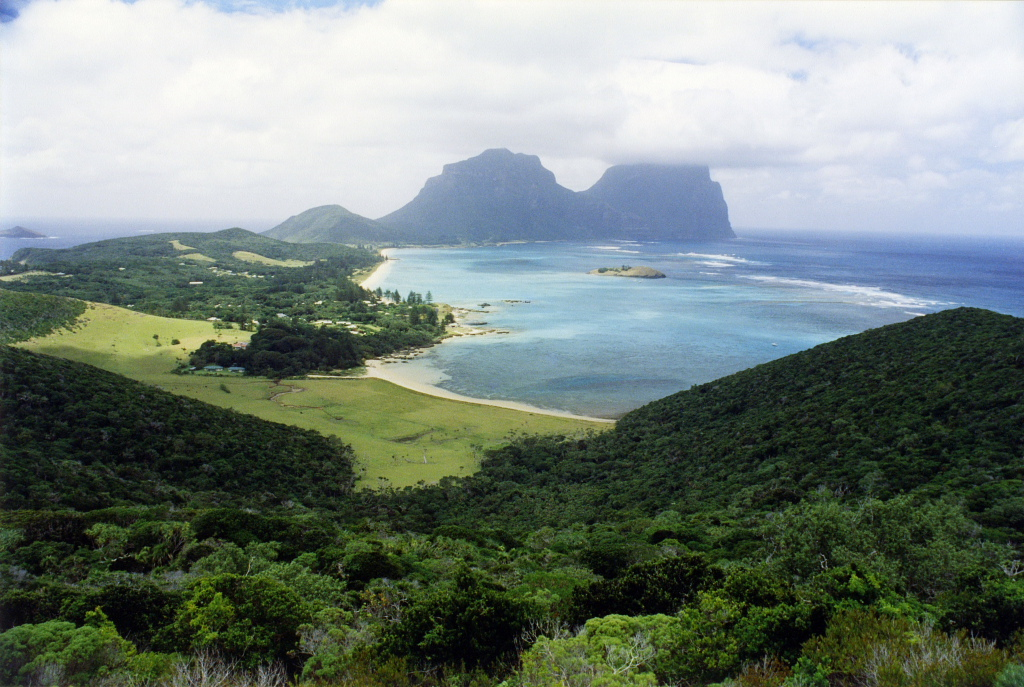
豪勳爵島上一景。遠方即為雙子峰高爾山（Mt. Gower）與利居柏德山（Mt. Lidgbird）

### 都会区
| 排名 | 都会区名稱                       | 2016人口  |
| ---- | -------------------------------- | --------- |
| 1    | 悉尼 SUA                         | 4,446,805 |
| 2    | 纽卡斯尔-梅特兰 SUA              | 463,052   |
| 3    | 中海岸 SUA                       | 319,676   |
| 4    | 卧龙岗 SUA                       | 285,678   |
| 5    | 黄金海岸-堤维德岬 SUA (州内部分) | 72,781    |
| 6    | 科夫斯港 SUA                     | 68,486    |
| 7    | 沃加沃加 SUA                     | 54,411    |
| 8    | 奥尔伯里-沃东加 SUA (州内部分)   | 49,661    |
| 9    | 麦觉理港 SUA                     | 45,379    |
| 10   | 塔姆沃思 SUA                     | 41,006    |
| 11   | 奥兰治 SUA                       | 38,741    |
| 12   | 鲍勒尔-米塔贡 SUA                | 37,777    |
| 13   | 堪培拉-昆比恩 SUA (州内部分)     | 36,518    |
| 14   | 德宝 SUA                         | 36,092    |
| 15   | 诺拉-博马德里 SUA                | 35,795    |

## 經濟
新州傳統上是澳洲的農業和工業大州。農產品主要有：小麥、燕麥、稻米、棉花、香蕉、甜瓜、油桃、柑桔、桃、李、梅、梨、葡萄等，其中小麥占全國總產量的1/2。1970年以来，鋼鐵和造船等傳統重工業逐漸式微，被信息和金融等新興服務產業取代。
新州有豐富的煤礦资源，煤和相關產品是新州第一大出口項目，年出口總額達500億澳元。近年来，旅遊業日趨重要，年總額約230億，雇佣了全州8%的勞動力。
2015－16年新州生產總值5,313億澳元，人均約6.9萬澳元。

## 體育

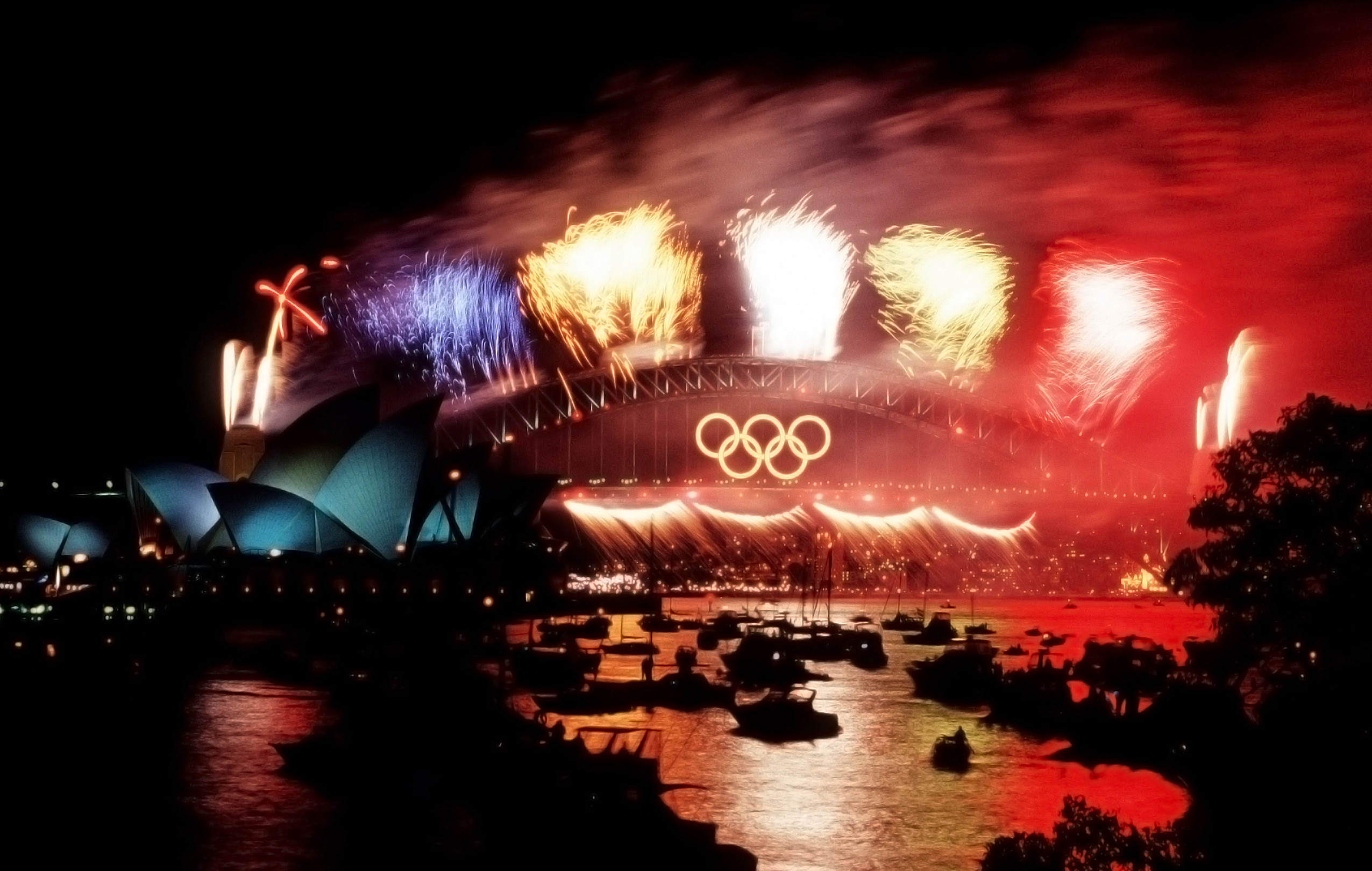
2000雪梨奧運會期間雪梨港的煙火秀

新州最熱門的團隊體育包括英式橄欖球、板球和足球。在沿海地區，衝浪、游泳和風帆比較常見。西部城市巴瑟斯特以車賽著稱。2000年夏季奧運會在雪梨舉辦。著名的體育場館包括奧運體育場，奧運游泳館，和雪梨板球場。

## 藝術

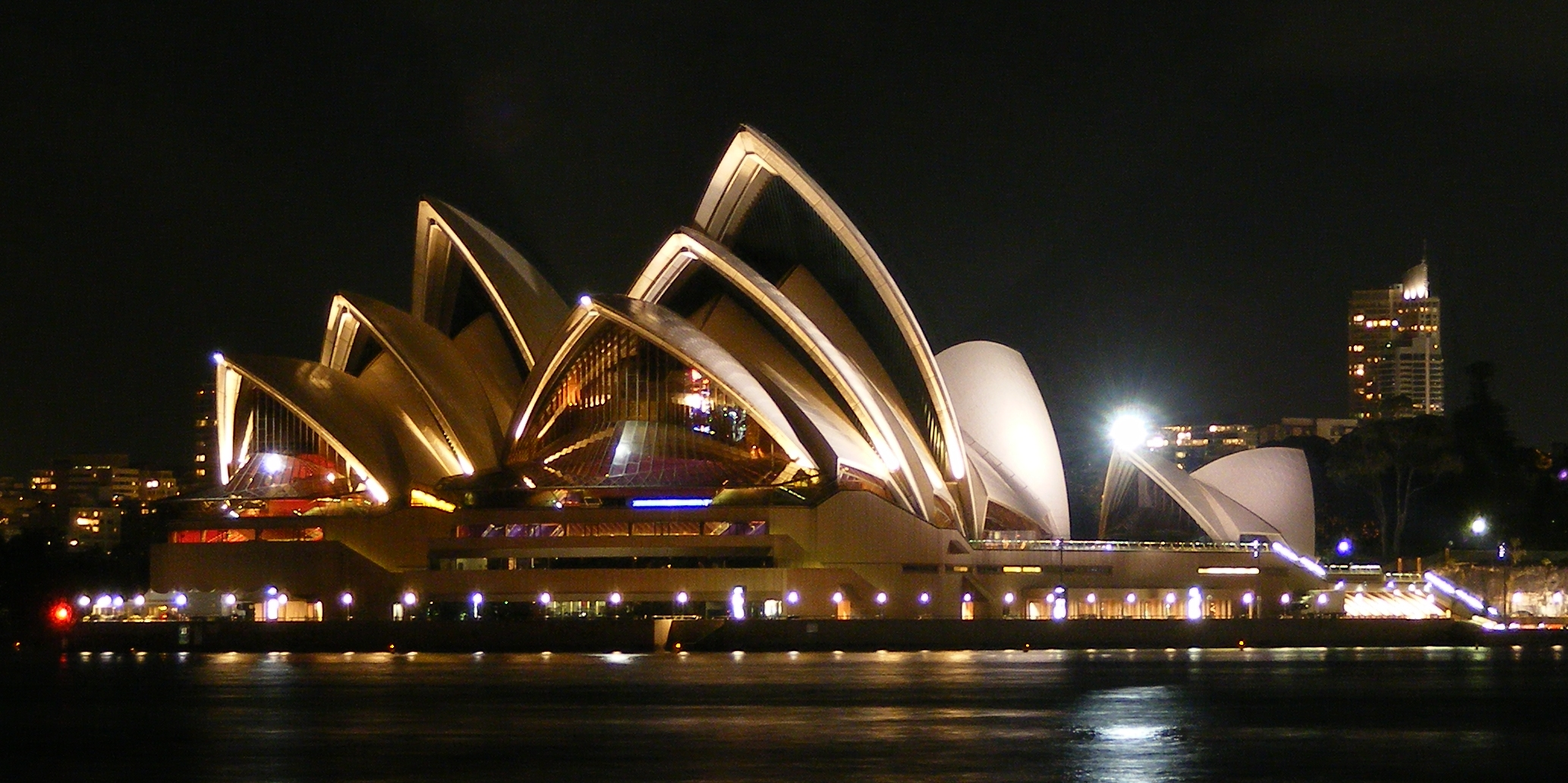
雪梨歌劇院

新州最大的樂團是雪梨交響樂團，現任指揮為大衛·羅伯森。澳洲最大的歌劇團，澳洲歌剧團，也把總部設在悉尼。新州主要的美術館包括新南威爾斯美術館和當代藝術博物館。主要的博物館包括澳洲博物館，雪梨博物館和動力博物館。
新州最著名的藝術設施是雪梨歌劇院。

## 旅遊

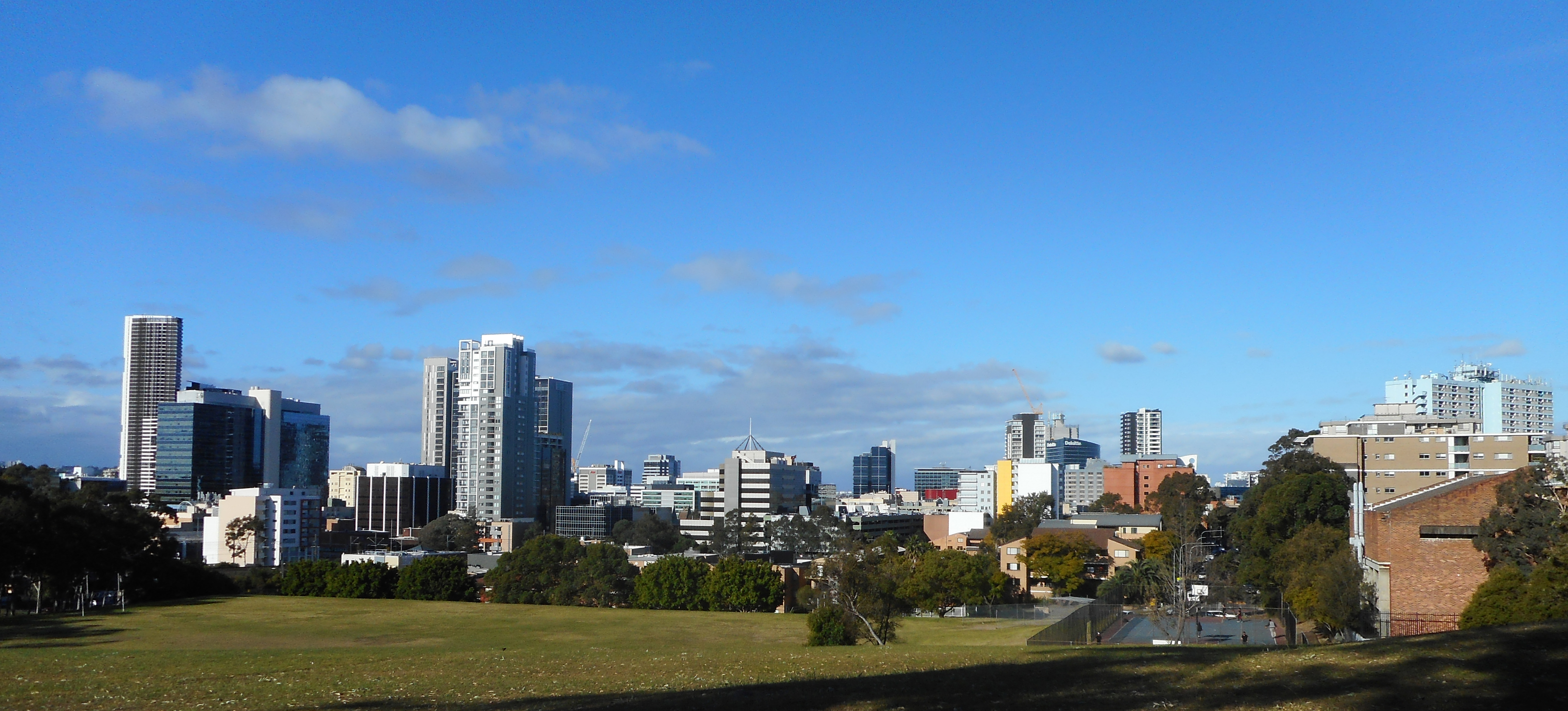
1788 年作为英国殖民地成立，与悉尼同年，Parramatta是澳大利亚最古老的内陆欧洲定居点，是大西悉尼的经济中心

- 藍山
- 悉尼禁苑（The Domain）
- 雪梨岩石區（The Rocks）
- 雪梨歌劇院（Sydney Opera House）
- 紐卡素
- 巴拉马打 (新南威尔士)（Parramatta）
- 布罗肯希尔 （Broken Hill）
- 阿米代尔（Armidale）

## 外部連結
- 新南威爾士州政府網頁 （页面存档备份，存于）
- 地圖 新南威爾士州及簡介 中文版
- Google 地圖 （页面存档备份，存于）